# Rosoy-en-Multien
Pour les articles homonymes, voir Rosoy.
Rosoy-en-Multien - dans l'ancien pays de Multien -, est une commune française située dans le département de l'Oise en région Hauts-de-France.
Petit village rural de 605 habitants au dernier recensement de 2022, bien exposé au sud, Rosoy se développe par la proximité de la région parisienne avec l'aéroport de Roissy et par Meaux, la ville la plus importante de la région.
Ses habitants, par décision du conseil municipal de février 2015, s'appellent les Rosaliens.

## Géographie

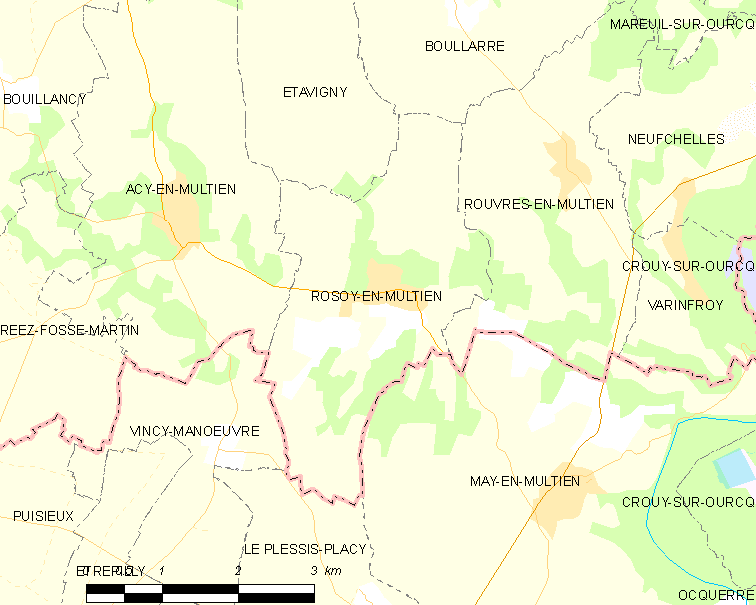
Localisation

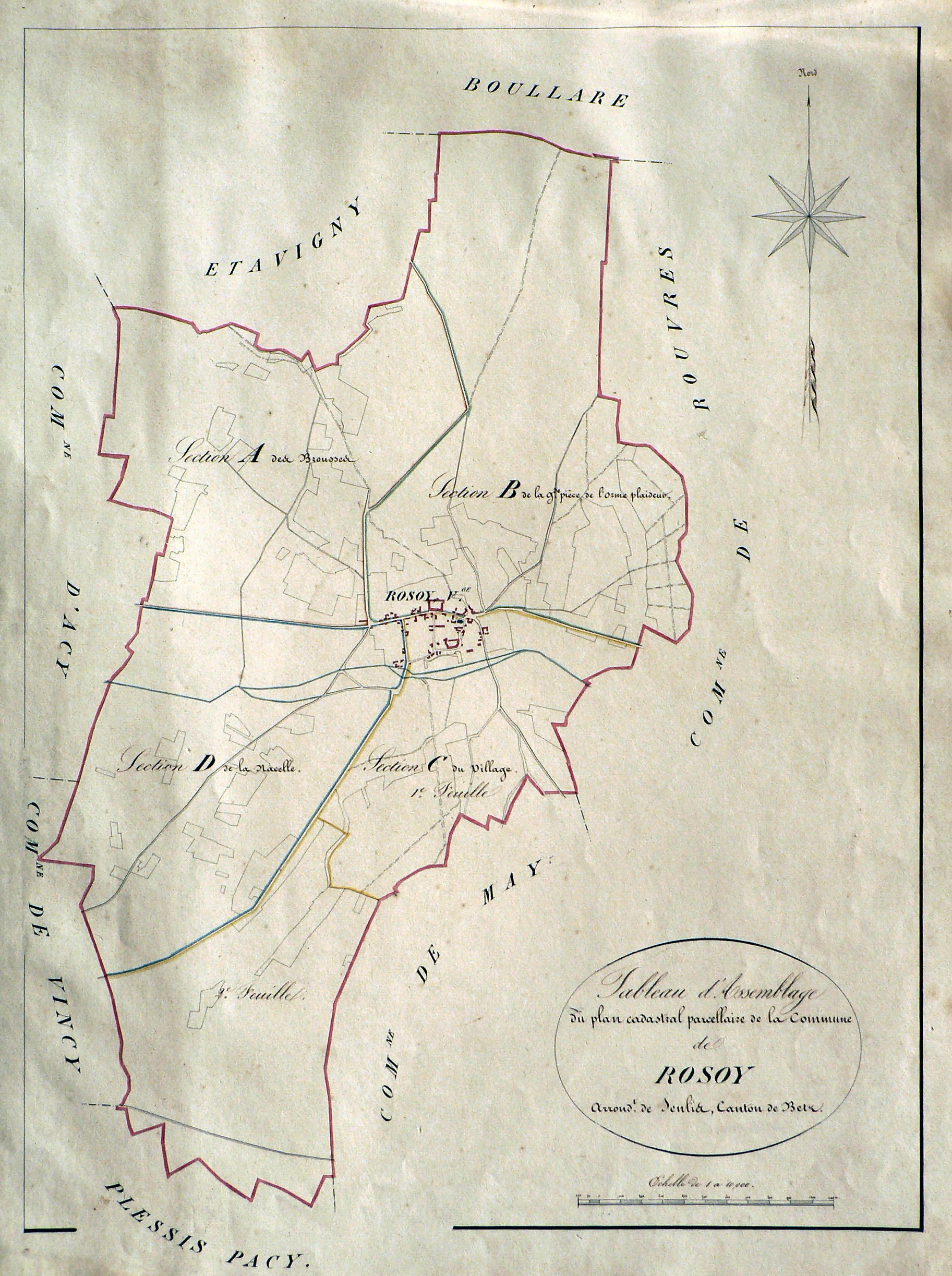
Cadastre vers 1840.

### Localisation
Le territoire, en forme d'amande, est orienté nord-sud. Ses communes limitrophes, au nombre de 7, appartiennent, au nord, au département de l'Oise, et au sud, à celui de Seine-et-Marne (voir plans ci-contre). Le village est à 3,5 km à l'est d'Acy-en-Multien, à 20 km au nord de Meaux, à 19 km au sud-est de Crépy-en-Valois et à 60 km environ de Paris par la route, soit respectivement 3, 17, 17, 54 km à vol d'oiseau.
| Étavigny                      | Boullarre                       |                               |
| Acy-en-Multien                | Rosoy-en-Multien                | Rouvres-en-Multien            |
| Vincy-Manœuvre Seine-et-Marne | Le Plessis-Placy Seine-et-Marne | May-en-Multien Seine-et-Marne |

### Géologie et relief
La commune, comme le Multien, est une cuvette géologique sédimentaire.
Ses sols sont de l'ère Tertiaire. Ils se caractérisent par des sables, calcaires et marnes.
Son terroir est constitué d'un riche plateau agricole recouvert de limon. Il est coupé par un large vallon où coule la rivière de Gergogne.
Son altitude moyenne est d'une centaine de mètres avec un point culminant à 143 m au lieu-dit L'Orme plaideur.
De grands bois, de vastes prairies agrémentent les paysages de ce territoire foncièrement agricole.

### Lieux-dits
Ils sont le reflet de certaines spécificités souvent oubliées du terroir. Imaginés par les Anciens pour désigner et caractériser certains endroits, leur origine peut parfois remonter au Moyen Âge.
Certains lieux sont explicites comme les Vignes, la Garenne, la Fosse aux Loups, le Fond des Forêts, l'Orme Plaideur, le Moulin à l'Huile, le Bois de Rochet, les Longues Rayes, la Pierre Sorcière, l'Eau Répandue, l'Arpent des Paresseux, Brise Dos, la Bruyère des Malades…
D'autres ont un sens moins évident comme Chantereine (là où chantent les grenouilles, du lat. *RANA), le Bois de Chaumont (mont dénudé), les Justices (lieu de justice et/ou d'exécution ?), les Chaufours (fours à chaux ?), Glatigny (dérivé du substantif glatia « glaise » ?), le Pavé de la Cornue (en forme de corne, bête à corne, femme trompée, bifurcation, récipient de bois pour porter les raisins ou vipère ?).
D'autres, encore, semblent bien mystérieux comme les Éblois, la Nacelle, la Ternaillère, Laurence, le Pont Hermand, Saulnachéron…

### Hydrographie

#### Réseau hydrographique
La commune est située dans le bassin Seine-Normandie. Elle est drainée par la Gergogne,.
La Gergogne, d'une longueur de 12 km, prend sa source dans la commune de Bouillancy et se jette  dans l'Ourcq à May-en-Multien, après avoir traversé six communes. Elle borde le village au sud sur toute sa longueur et son lit a été transformé. On y remarque des étangs artificiels et un canal déversoir pour le service de l'ancien moulin ; plus loin, aux limites de May-en-Multien et de Rouvres - et anciennement vers Migny, attaché partiellement à Rosoy - des cressonnières, alimentées par de multiples fontaines, sont exploitées depuis longtemps par des familles de Rosoy.

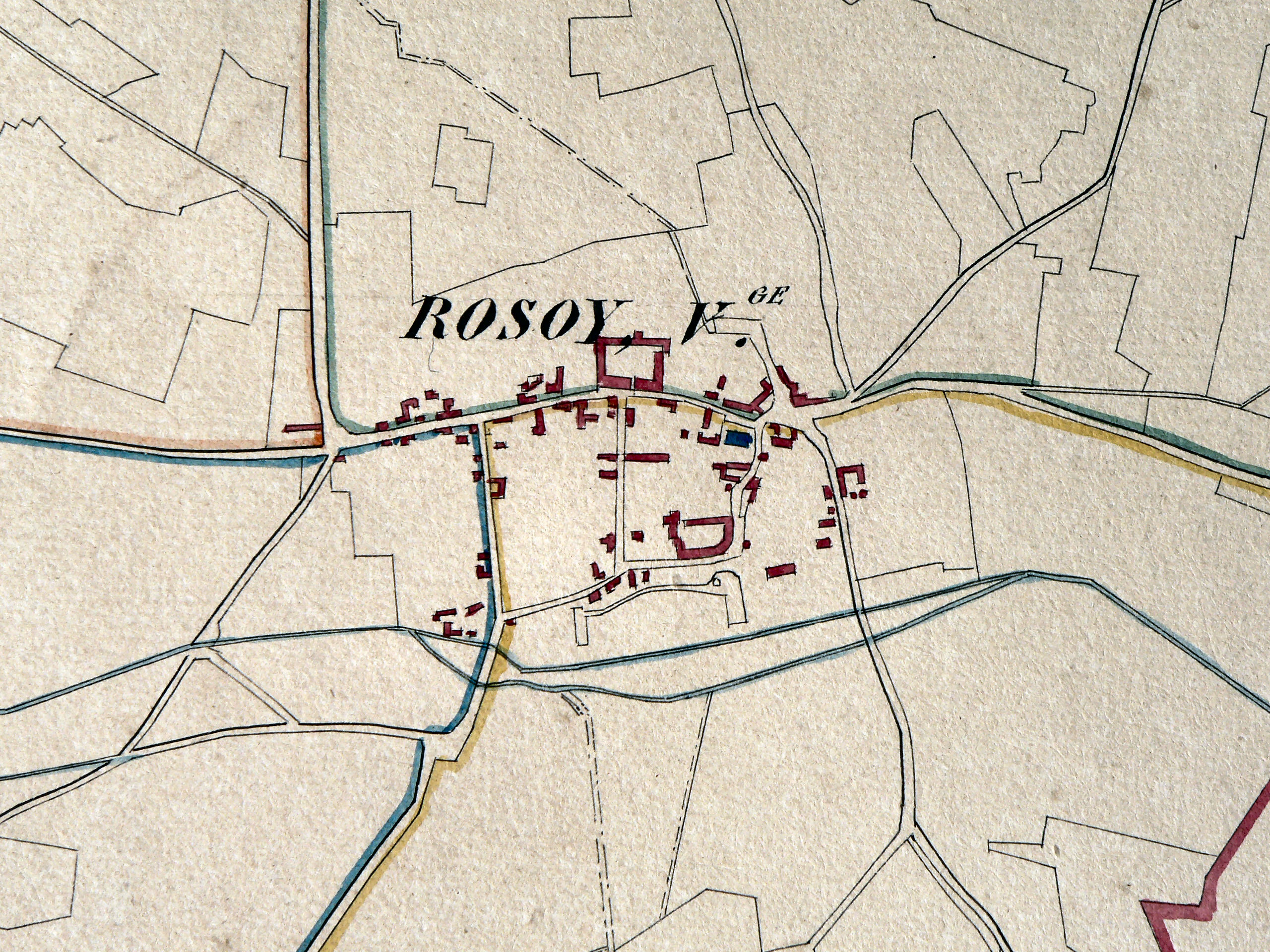
Le village, avec au sud la Gergogne, vers 1840.
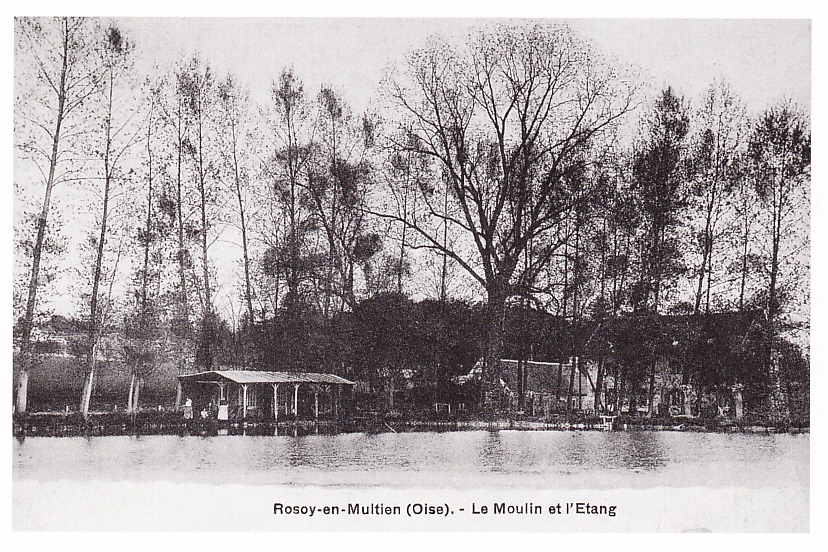
Les étangs, avec lavoir, en amont du moulin, vers 1910.
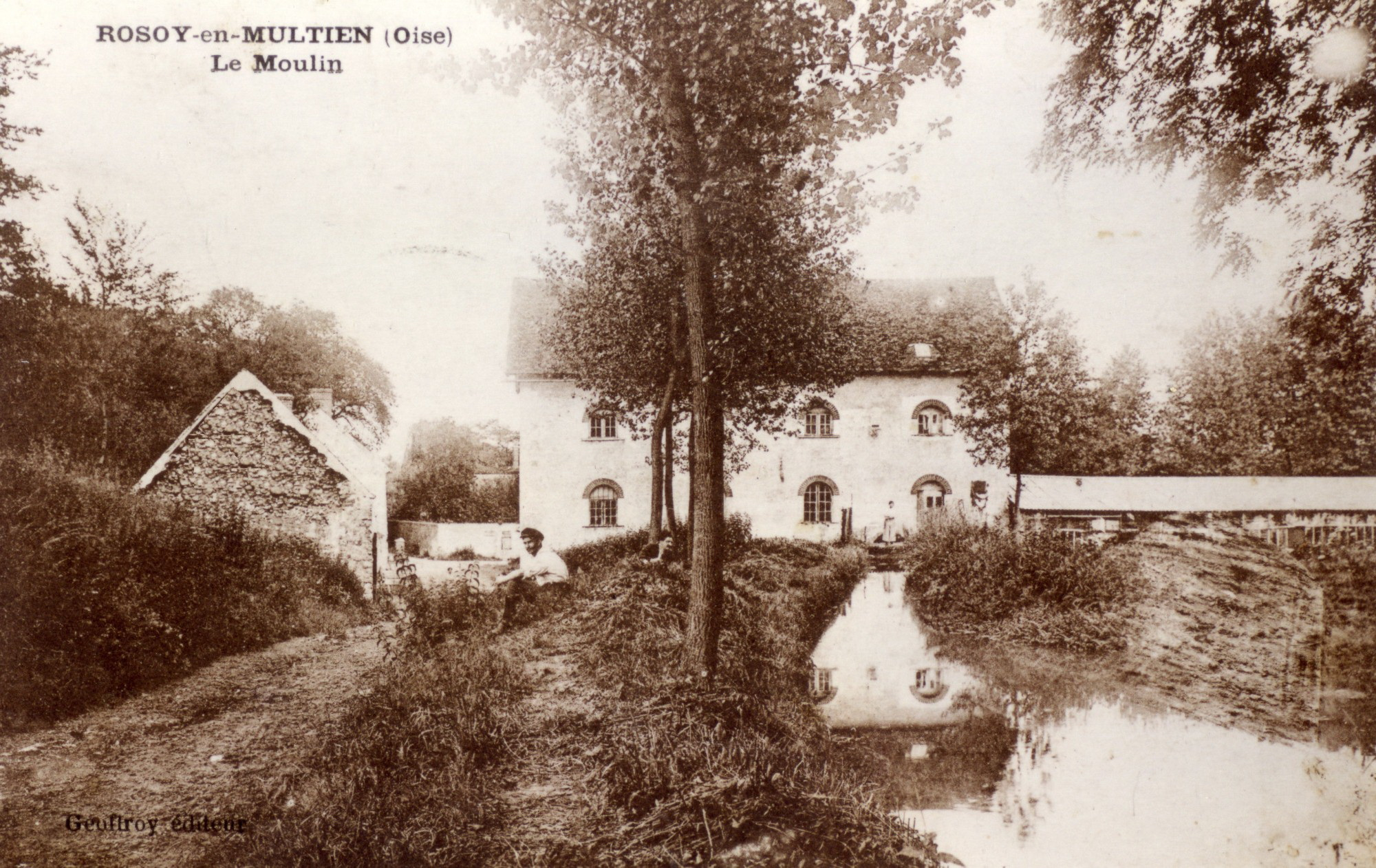
L'ancien moulin sur la Gergogne, vers 1920.

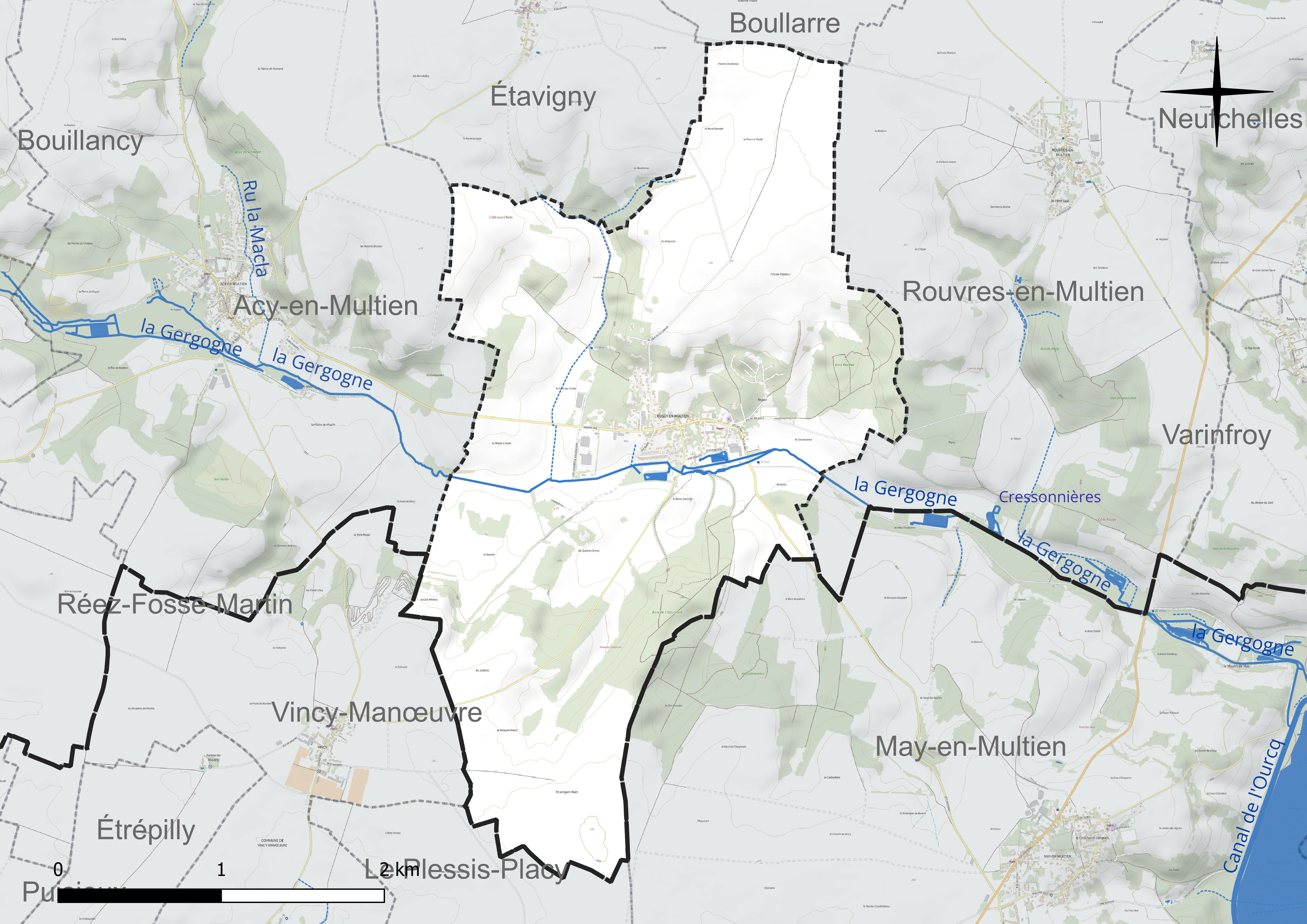
Réseau hydrographique de Rosoy-en-Multien.

#### Gestion et qualité des eaux
Le territoire communal est couvert par le schéma d'aménagement et de gestion des eaux (SAGE) « Sensée ». Ce document de planification concerne un territoire de 1 110 km2 de superficie, délimité par le bassin versant de la Marne. Le périmètre a été arrêté le 30 novembre 2022 et le SAGE proprement dit est, en 2024, en cours d'élaboration. La structure porteuse de l'élaboration et de la mise en œuvre est le syndicat intercommunal d'assainissement de Marne-la-Vallée (SIAM).
La qualité des cours d'eau peut être consultée sur un site dédié géré par les agences de l'eau et l'Agence française pour la biodiversité.

### Climat
Pour des articles plus généraux, voir Climat des Hauts-de-France et Climat de l'Oise.
En 2010, le climat de la commune est de type climat océanique dégradé des plaines du Centre et du Nord, selon une étude du CNRS s'appuyant sur une série de données couvrant la période 1971-2000. En 2020, Météo-France publie une typologie des climats de la France métropolitaine dans laquelle la commune est exposée à un climat océanique altéré et est dans la région climatique Nord-est du bassin Parisien, caractérisée par un ensoleillement médiocre, une pluviométrie moyenne régulièrement répartie au cours de l'année et un hiver froid (3 °C).
Pour la période 1971-2000, la température annuelle moyenne est de 10,9 °C, avec une amplitude thermique annuelle de 15,3 °C. Le cumul annuel moyen de précipitations est de 723 mm, avec 11,5 jours de précipitations en janvier et 8,4 jours en juillet. Pour la période 1991-2020, la température moyenne annuelle observée sur la station météorologique la plus proche, située sur la commune de Changis-sur-Marne à 16 km à vol d'oiseau, est de 11,9 °C et le cumul annuel moyen de précipitations est de 710,1 mm,. Pour l'avenir, les paramètres climatiques de la commune estimés pour 2050 selon différents scénarios d'émission de gaz à effet de serre sont consultables sur un site dédié publié par Météo-France en novembre 2022.

## Urbanisme

### Typologie
Au 1er janvier 2024, Rosoy-en-Multien est catégorisée commune rurale à habitat dispersé, selon la nouvelle grille communale de densité à sept niveaux définie par l'Insee en 2022.
Elle est située hors unité urbaine. Par ailleurs la commune fait partie de l'aire d'attraction de Paris, dont elle est une commune de la couronne,.

### Occupation des sols
L'occupation des sols de la commune, telle qu'elle ressort de la base de données européenne d'occupation biophysique des sols Corine Land Cover (CLC), est marquée par l'importance des territoires agricoles (75 % en 2018), une proportion identique à celle de 1990 (75 %). La répartition détaillée en 2018 est la suivante :
terres arables (66,2 %), forêts (20 %), prairies (8,8 %), zones urbanisées (5 %). L'évolution de l'occupation des sols de la commune et de ses infrastructures peut être observée sur les différentes représentations cartographiques du territoire : la carte de Cassini (XVIIIe siècle), la carte d'état-major (1820-1866) et les cartes ou photos aériennes de l'IGN pour la période actuelle (1950 à aujourd'hui).

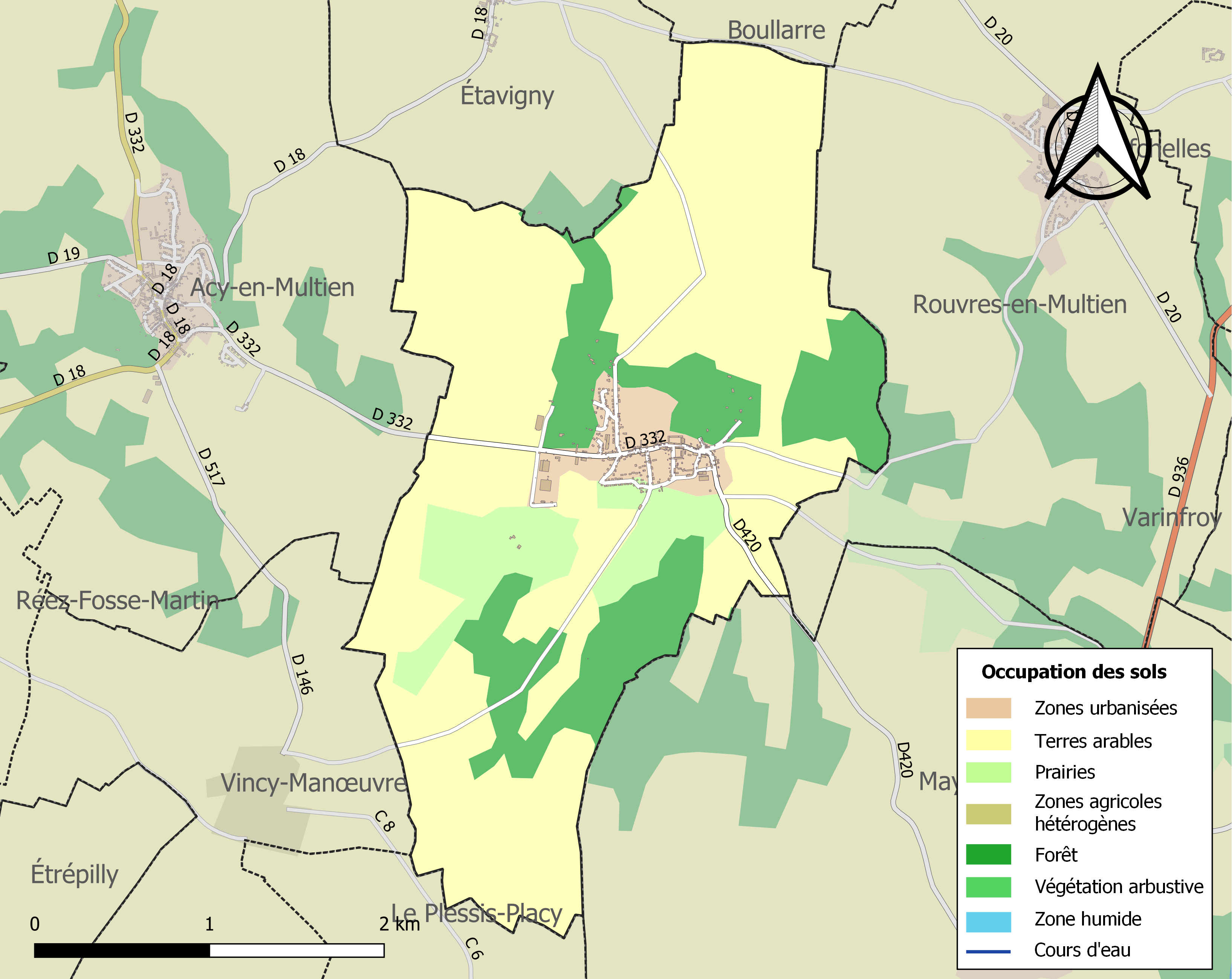
Carte des infrastructures et de l'occupation des sols de la commune en 2018 (CLC).

### Voies de communication et transports

#### Réseau routier
La commune est traversée par la route départementale D 332, ancienne route nationale 332. Cette voie permet de relier l'est de Meaux à Compiègne. Elle a son origine à May-en-Multien, sur la départementale D 405, ancienne nationale N 36 de Fontainebleau, Meaux à Soissons ; après May, elle traverse le village de Rosoy, du sud-est au nord-ouest, passe ensuite à Acy, se dirige vers Crépy-en-Valois… pour atteindre Compiègne. Des voies secondaires relient le village à Étavigny, Rouvres, le moulin de May, Vincy. Un ancien chemin, reliant Paris à la Ferté-Milon, traverse le village. « Il arrive de Vincy à Rosoy [par le chemin blanc], forme la sente de Rosoy à Rouvres par le bois de Migny [… pour tomber plus loin] sur le chemin d'Autheuil à La Ferté. »

#### Réseau ferroviaire et transports en commun
La gare la plus proche est la gare de Lizy-sur-Ourcq située à 8 km au sud-est. Elle est desservie par les trains de la ligne P du Transilien circulant entre les gares de Paris-Est, ou Meaux et de La Ferté-Milon. La gare de Meaux est plus éloignée, mais la fréquence des trains vers Paris est plus importante.
La commune est desservie, en 2023, par les lignes 6432 et 6496 du réseau interurbain de l'Oise. La ligne 54 du réseau de bus Meaux et Ourcq dessert également la commune.

#### Aéroports
Rosoy se situe à 42 km environ de l'aéroport Paris-Charles-de-Gaulle par la route. Il n'existe aucune liaison directe vers cet aéroport par des transports en commun. Néanmoins, il existe un service à partir de la gare de Lizy-sur-Ourcq : la ligne 67 du réseau de bus Brie et 2 Morin qui relie la gare de La Ferté-sous-Jouarre à Roissy.

## Toponymie

### Rosoy-en-Multien
Le nom de la localité est attesté sous les formes Rosetum en 1014, Rosetum in Bria, Rosetum in Meldico puis Rozoi ou Rosoi-en-Mulcien, et enfin Rozoy ou Rosoy-en-Multien.

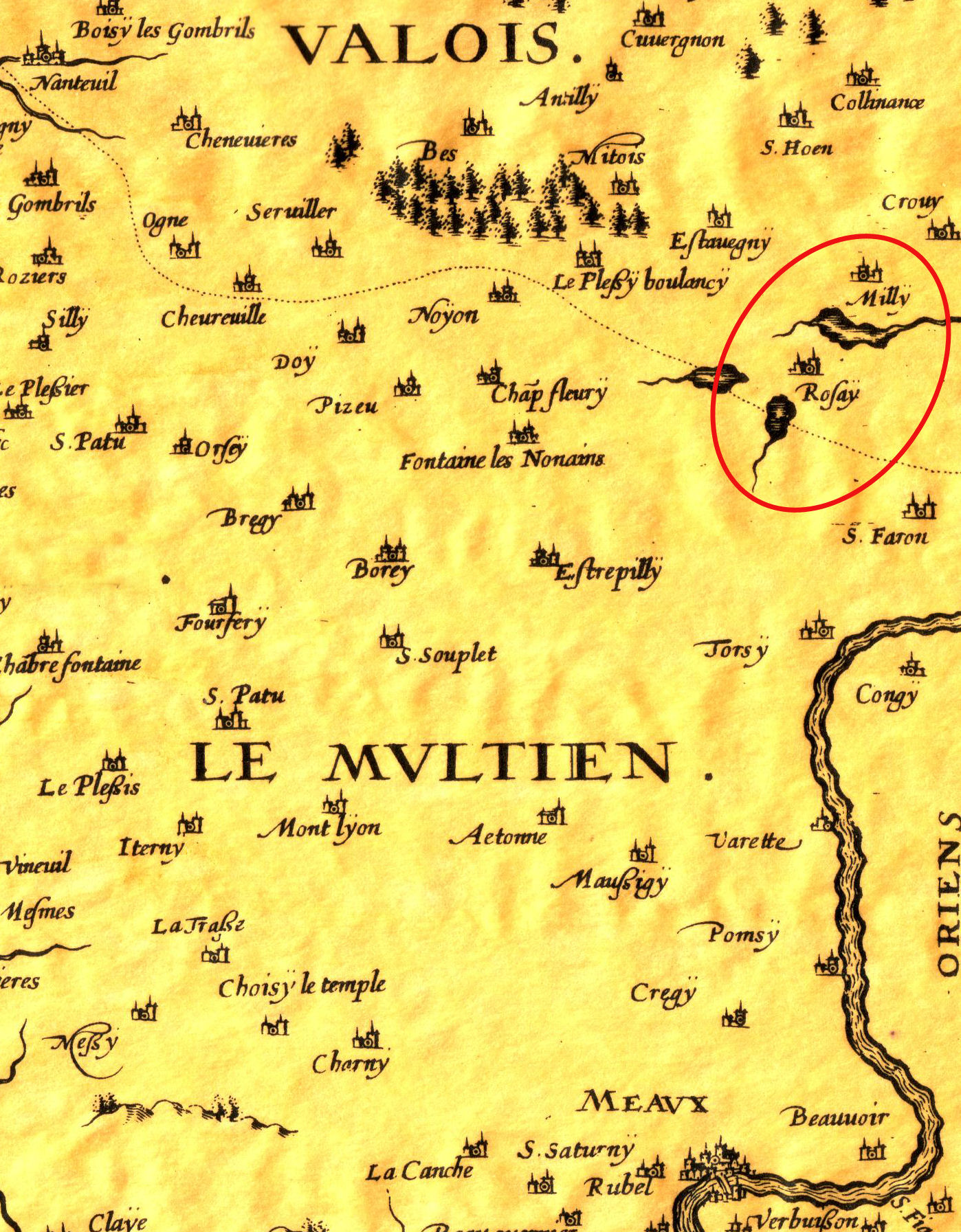
Rosoy dans le Multien, et Migny (Milly ici) vers 1600. Acy, Rouvres n'apparaissent pas.

Ce toponyme est issu d'un gallo-roman *RAUSETU > ancien français rosoi, rosei « lieu où il y a des roseaux »,, c'est-à-dire « roselière ». Vers la Gergogne, les étangs sont encore couverts de roseaux.
En ancien français ros signifiait « roseau », le mot rosel était un diminutif, encore attesté dans certains dialectes (d'où le dérivé roselière), devenu « roseau » en français central. C'est un mot issu du vieux bas francique *raus(a). Le suffixe gallo-roman -ETU (latinisé en -etum dans les textes rédigés en latin médiéval) servait à dériver des noms de végétaux pour indiquer « un ensemble de végétaux appartenant à la même espèce ». Il est encore productif aujourd'hui sous une forme féminine issue de -ETA> -aie, d'où chênaie, hêtraie, roseraie, etc.
Les formes en -oi / -oy sont plutôt caractéristiques du nord et de l'est, les formes en -ay /-ey de l'ouest. Ainsi note-t-on Rosay en Haute-Normandie, attesté sous la forme Rausedo en 750-775, de même signification.
Un rapprochement avec le nom de la rose n'est pas justifié, bien que cette fleur figure sur la plupart des blasons des communes de type Rosay, Rosoy. Outre le fait que le terme d'ancien français rosoi, rosei « lieu où il y a des roseaux » ne soit jamais attesté avec le sens de « roseraie » dans les textes anciens, le suffixe -ETU n'est en principe jamais associé à un nom de fleur, mais au nom d'une plante, arbuste ou arbre. Ainsi le mot roseraie est-il formé sur le nom du rosier. Il n'y a en outre, pas de formation analogue dans le sud de la France, car la variante occitane rausa n'a pas le sens général qu'a le mot roseau en français et est circonscrite à une petite partie du domaine occitan.
Le Multien est un pays traditionnel du Bassin parisien, répertorié dans la grande région naturelle d'Île-de-France.
La forme Rosetum in Meldico précise que le village se trouve in Meldico dont la racine est Meld (voir Meldes) avec le suffixe gaulois -ica. « Le pays de Meaux, le Multien, Melcianus, ne peut provenir que de Meldis, Meaux… ».

### Migny
Le nom de ce hameau, aujourd'hui disparu, lié par l'Histoire à Rosoy, peut avoir plusieurs origines.
Il est attesté sous les formes Migni et Millies en 1250, et aussi Megny en 1620 et Milly en 1600.
Albert Dauzat, Charles Rostaing et Ernest Nègre ont vu pour Migny (Maigny, XIIIe siècle, Manhi, 1327, Meigniacus, 1351) et Migné (Magnec, XIIIe siècle, Meignec 1422) des formations en -acum, à partir de l'anthroponyme gallo-roman Mannius ou Magnius. Il est possible que le premier élément de Migny soit le même.

## Histoire

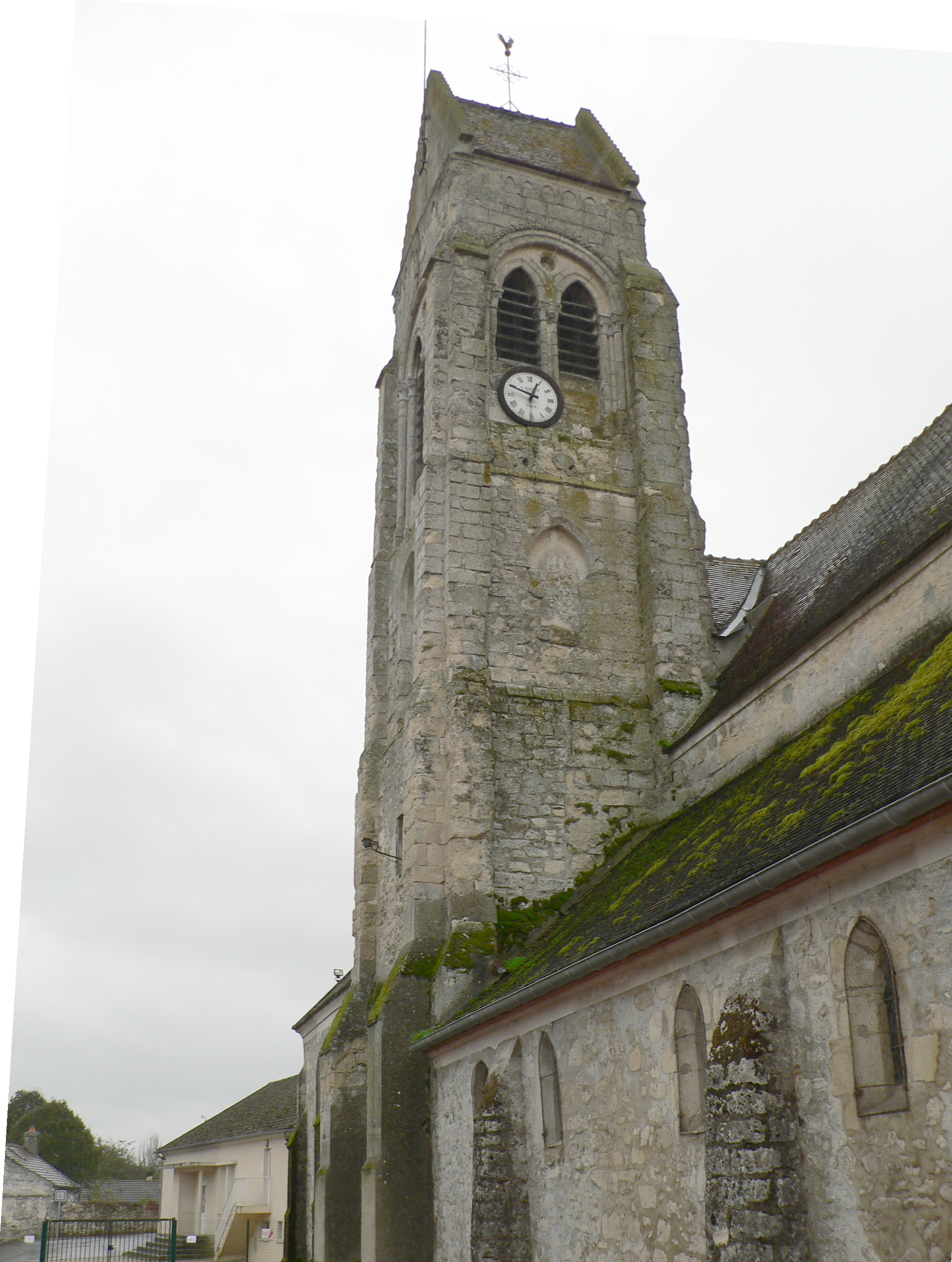
Le clocher du XIIe siècle-XIIIe siècle s.

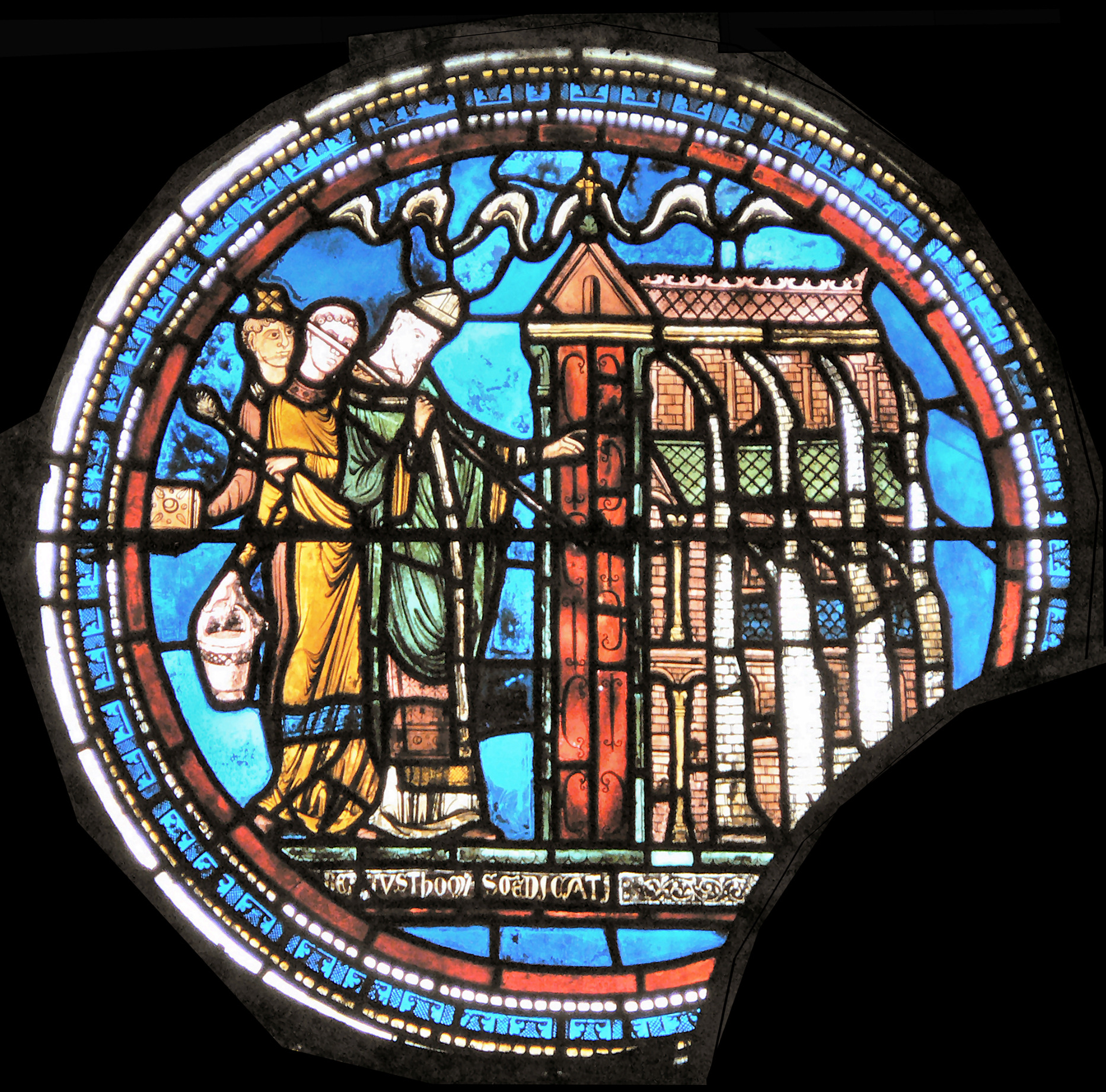
Thomas Becket procédant à la dédicace d'une église, vitrail de 1200-1220.

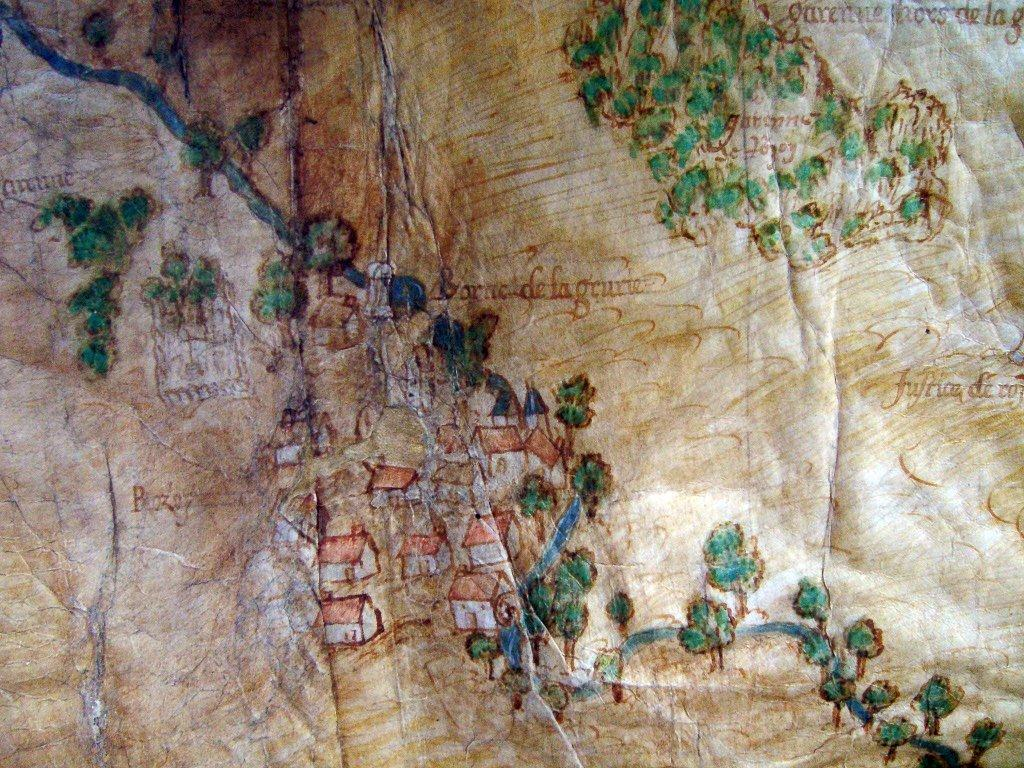
Rosoy en 1609.

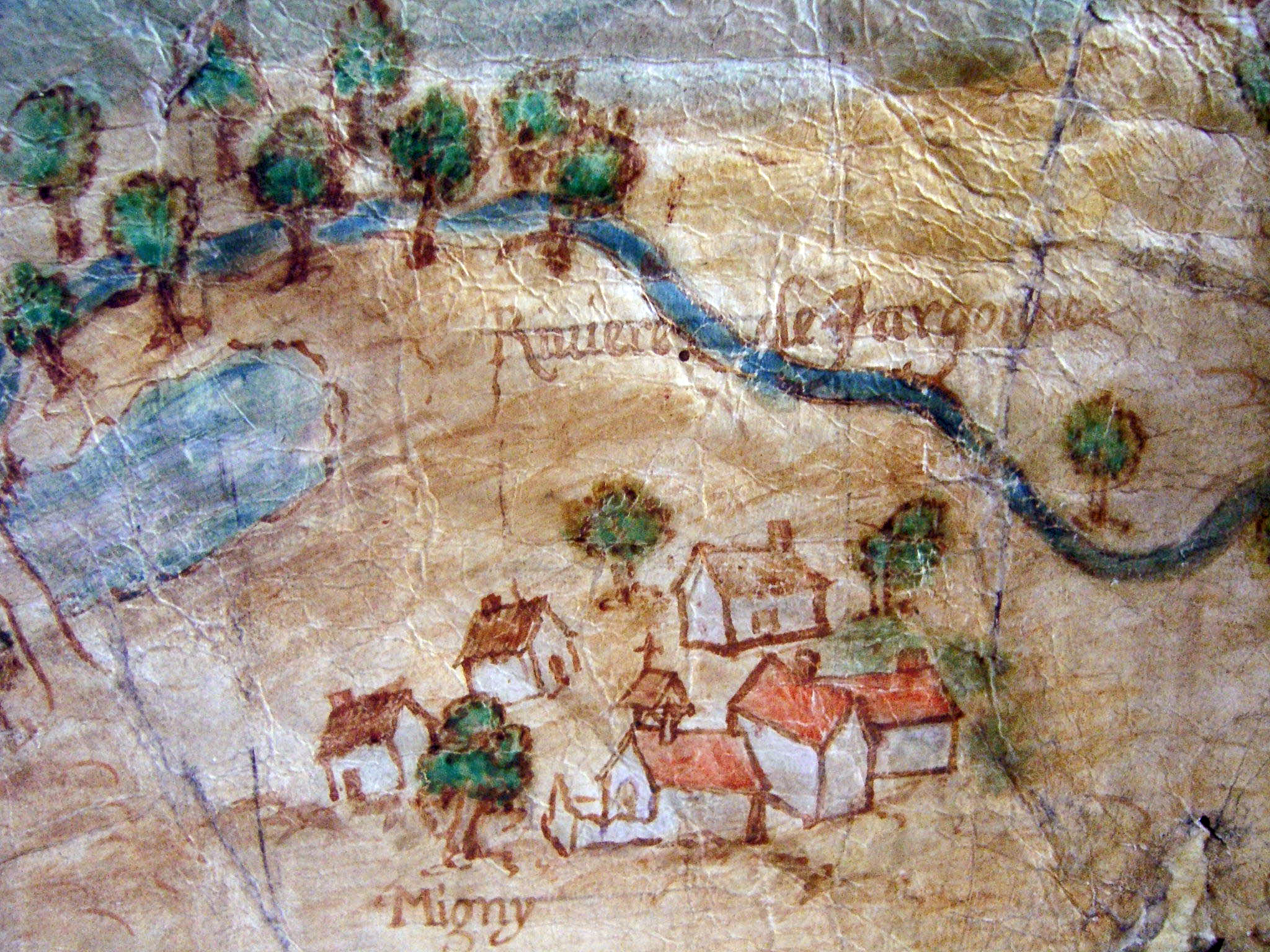
Migny en 1609.

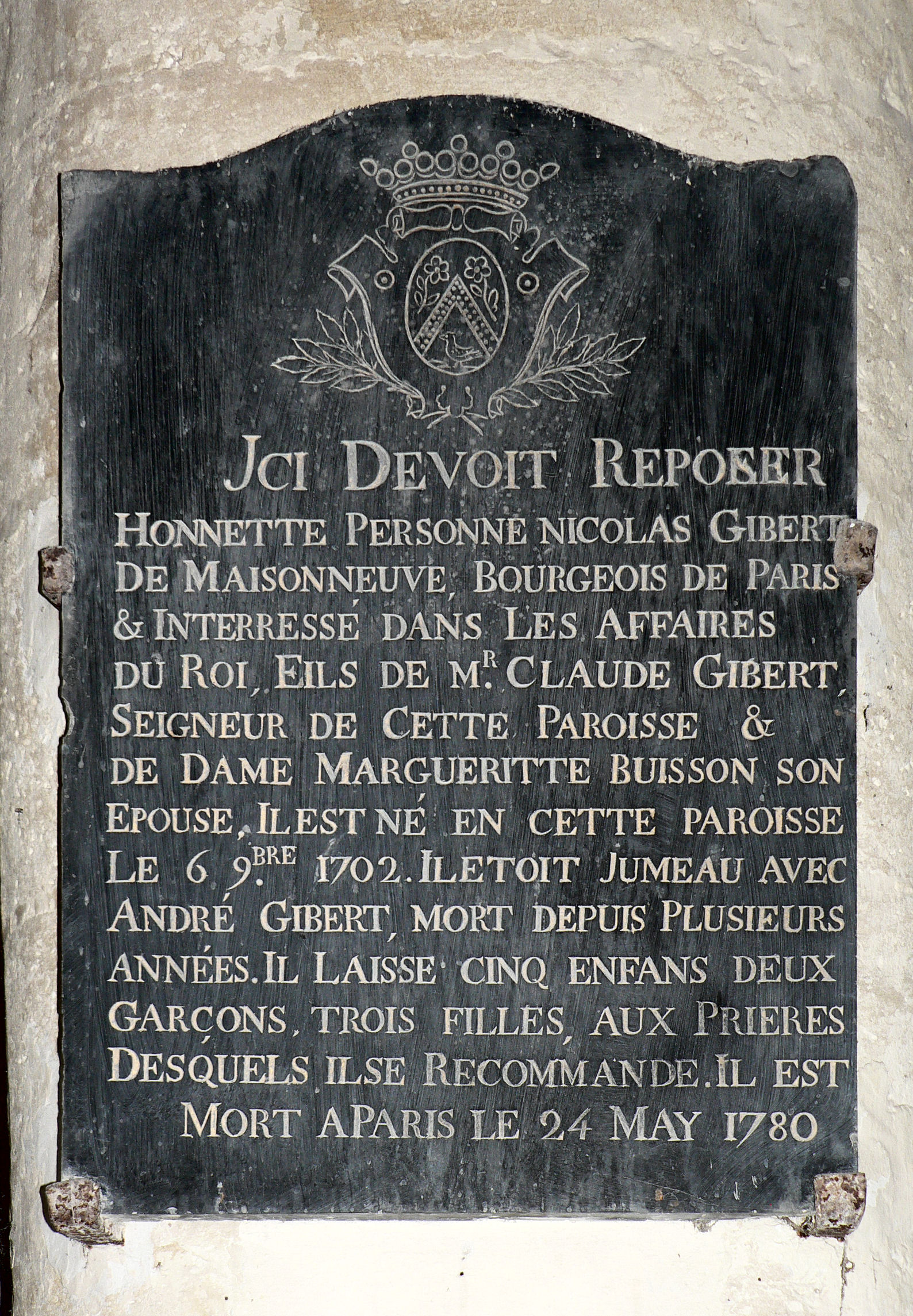
In memoriam d'un Gibert dans l'église.

La grande Histoire a oublié le village ; ne peuvent être relatés que des faits de l'histoire locale.

### Chronologie
À l'époque romaine, le site est à la limite sud de la Forêt de Retz. Il est probablement défriché par les Meldes, comme d'autres sites de la vallée de la Gergogne, tel Réez-Fosse-Martin.
La commune prend forme sous Louis VI de France dit Louis le Gros, au XIe siècle.
Sous l'Ancien Régime, du Moyen Âge à la Révolution, Rosoy est étroitement lié à Acy, capitale du Multien, dans la châtellenie de Meaux, mais aussi de Crépy-en-Valois, suivant la date.
La paroisse, rattachée au doyenné d'Acy, est alors sous le contrôle de l'évêché de Meaux qui fait partie de l'archevêché de Sens jusqu'en 1640.
Quelques faits ou évènements :
- XIIe siècle
  - c. 1166 : début de la construction de l'église. Elle est, selon la légende, consacrée par Thomas Becket alors réfugié à Sens de 1166 à 1170 (Rosoy est sur la route de Sens à Crépy que Thomas Becket visita dans ces années-là).
  - 1188 : Rosoy paye l'essentiel de la grosse dîme au prieuré de Fontaines-les-Nonnes[29], le reste au Chapitre de Meaux.
- vers 1250 : Dans un des fiefs de la châtellenie de Meaux située alors dans le comté de Champagne, on trouve un vassal dénommé Jean de Rosoy, « domini Johannis de Roseto », avec une maison forte[30] ; plus tard, entre 1256 et 1270, on trouvera un autre vassal dénommé Guy de Rosoy « Guy du Roset emprès Aacy... »[31]. Dans le village, le moulin sur la Gergogne existe déjà, « in molendino de Roseto »[32]. On trouve aussi un dénommé Pierre dans le hameau de Migny, « a domino Petro de Migni »[33].
- vers 1289 : Une maladrerie, peut-être située vers le bois de l'Hôtel-Dieu[Note 6], est cédée au chancelier de Bourges.
- 1321 : Guillaume II de Brosses, évêque de Meaux, unit à la cure du village qui était devenu extrêmement pauvre les revenus d'une chapelle fondée au château de Boissy (sur Forfry), par Gilles d'Acy, seigneur du lieu[34].
- 1449 : Jehan de Laire, écuyer, seigneur de Villemeuroil, héritier du seigneur Maillart des Murs, lègue la Terre, Seigneurie… qu'il possède à « Mignis lez Rosoy », fief du Sieur d'Acy en Multien, au prieuré de Rouvres dépendant de l'église de Saint-Faron[35].
- 1493 : Un « ancien papier terrier relié en parchemin fait en l'année [1493, contient des] déclarations non signées des terres et héritages situés au terroir de Rozoy et de Migny »[36].
- 1521 : sous François Ier, pillage du Multien par une bande de déserteurs et de vagabonds. Cette même année Antoine Duprat, chancelier du même François 1er est dit seigneur de Rosoy[37]. Il est attesté, qu'en 1557, les Duprat possèdent un hôtel seigneurial à Rosoy[38].
- 1587 : Administration civile : passage de Meaux à l'élection de Crépy-en-Valois, généralité de Soissons ; les Duprat sont toujours propriétaires des terres et de la seigneurie de Rosoy[39].
- 1609 : Sous Henri IV, sur un plan[40] de la gruerie de Nanteuil-le-Haudouin, sont représentés, en perspective, le village de Rosoy[Note 7] et aussi Migny[Note 8] lié par l'Histoire à Rosoy[Note 9] ; ce sont les premières représentations connues des deux localités.
- 1613 : Antoine Gibert - fils de Guillaume, laboureur à Acy - devient receveur de Rosoy (pour le compte de Clément de Cosnac, époux de Philippa Duprat, descendante Duprat décédée en 1628 ?]. Les descendants Gibert seront receveurs, fermiers, laboureurs puis deviendront seigneurs du village en 1714, achetant la seigneurie aux seigneurs de Nery[41] jusqu'à la Révolution[Note 10]. En l'an 1793, le premier maire sera un dénommé… Bernard Gibert.
- 1750 : Le coq du clocher de Rosoy est situé, par triangulation et calculs, à 24 729 toises à l'est de la méridienne de l'Observatoire de Paris et à 14 940 toises de sa perpendiculaire[42]. Soit 56,311 km !
- 1760 : D'après le plan-terrier, on peut analyser la répartition du terroir entre les différents propriétaires : 45 % du sol appartient à la famille Gibert[43] (Seigneur et Consorts), 15 % à l'Église (Églises, Chapitre de Meaux, Cures, Ordres religieux), 11 % aux Nobles, 3 % aux Institutions (Hôpitaux, Collèges). Les 26 % du sol restant sont détenus par les petits propriétaires au nombre de 150 (soit 80 % d'un total de 190).
- 1766 : Une partie des pentes longeant la Gergogne est défrichée et plantée après déclaration du Roi Louis XV en faveur de ceux qui rendraient à la production des terrains incultes.
- 1784 : Décès de « Louis Gibert de Rosoy, écuyer, ancien conseiller du roy, contrôleur ordinaire des guerres, [dernier ?] seigneur de Rosoy et de Migny », en son château de Rosoy décrit plus loin[44].
- 1802 : Rosoy est intégré au canton de Betz qui tend vers sa forme définitive.
- 1820 : Découverte de « cercueils » en pierre vers la ferme de Migny.
- 1832 : Épidémie de choléra : 11 malades, 5 morts.
- 1847 : Inondation de la Gergogne (moins catastrophique, certainement, que celle du 9 mai 1988).
- 1887 : Une distillerie, implantée dans le bâtiment de l'ancien château, a sa cheminée d'usine avec sa date de construction en briques de couleur : 1887 !
- 1889 : Une fauconnerie existe sur le domaine de M. Paul Gervais[Note 11]. M. Gervais participe à l'exposition universelle de Paris. Il y est cité comme « le plus expert fauconnier de France »[45]. Son rapace fétiche, « Auguste », un aigle doré, était dressé pour attaquer, à Rosoy, chats sauvages et renards. Il se disait même qu'il pouvait attaquer les loups[Note 12] !
- 1899 : Édification de l'ancienne mairie-école.
- 1914 : Bataille de l'Ourcq et combats en Multien. Dès le 3 septembre, les troupes du maréchal allemand Von Kluck investissent brièvement le Fond des Forêts[Note 13], après avoir fait « le coup de feu » avec les troupes anglaises en retraite[46]. Le château, alors résidence américaine, sera malgré tout pillé lors d'un premier retrait allemand. Quelques jours plus tard, deux batteries lourdes allemandes sont en position sur les hauteurs du « bois de Chaumont ». « Elles couvrent de leurs feux tout le champ de bataille des 6, 7 et 8 septembre de Bouillancy à Puisieux… Les Allemands avaient installé leur ambulance dans le château de M. Gervais [anciennement résidence Tortoni au centre du village] où ils laissèrent 300 blessés et une quantité énorme de munitions[47]. » D' autres blessés sont, eux, déposés dans l'église ; un dépôt de munitions allemandes se trouvait aussi dans le Bois de Rochet[Note 14].
- c.1920 : M. Gervais, installe une petite centrale électrique dans le vieux moulin. Des particuliers peuvent en profiter gratuitement[48].
- 1927 : Le téléphone arrive à Rosoy ; une cabine est implantée au café « La chèvre qui broute ».
- 1935 : Une carrière de grès est ouverte dans le Bois de Chaumont. Elle produit 250 000 pavés cette année-là, mais seulement 15 000 l'année suivante ; ils ne se vendent plus. La carrière fermera en 1937[49].
- 1994 : Inauguration de la nouvelle mairie…

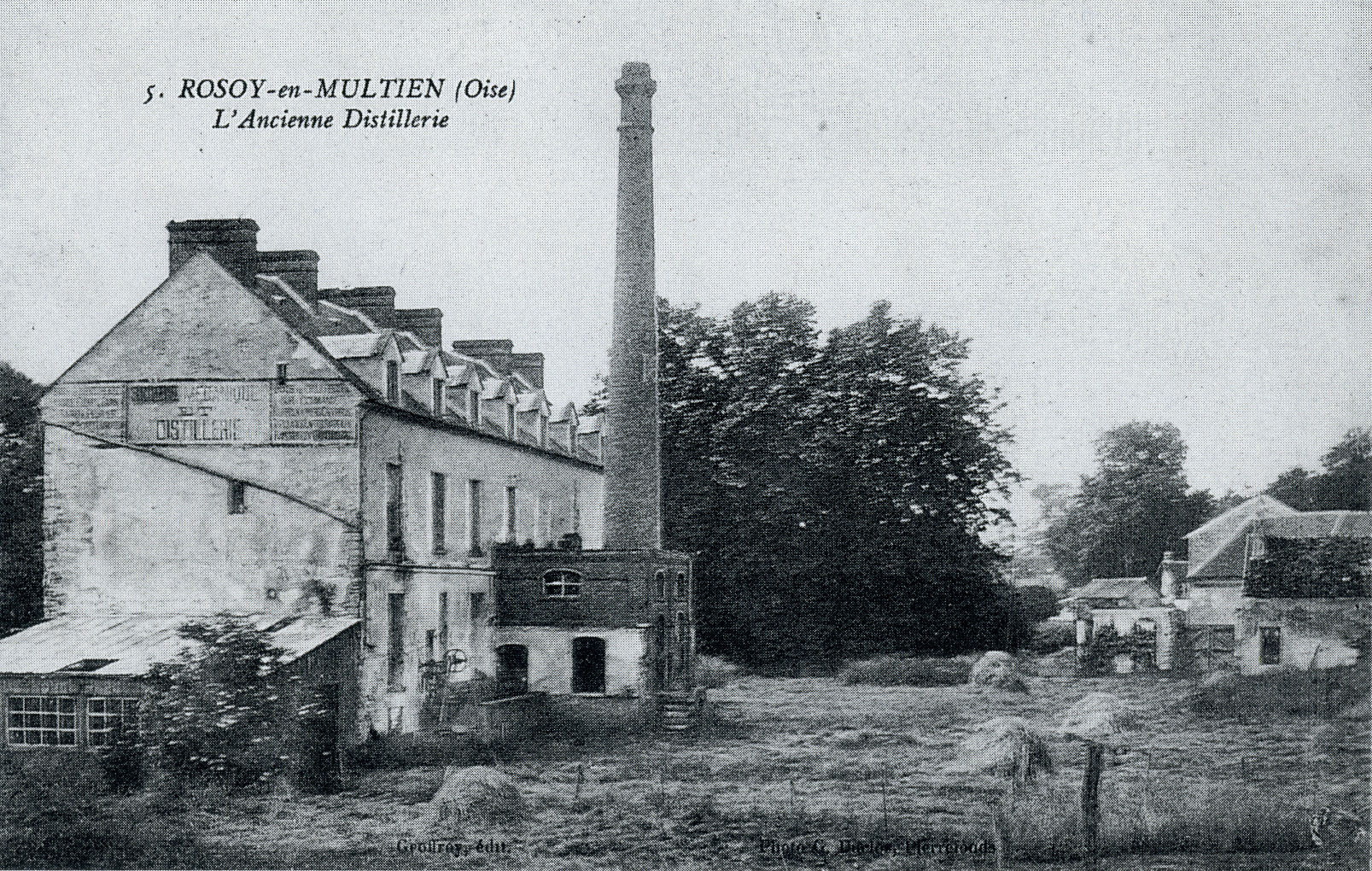
Le château-distillerie de 1887
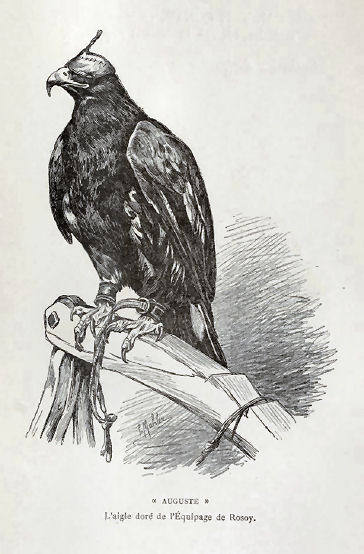
Auguste, aigle doré, fauconnerie de Rosoy, 1889.
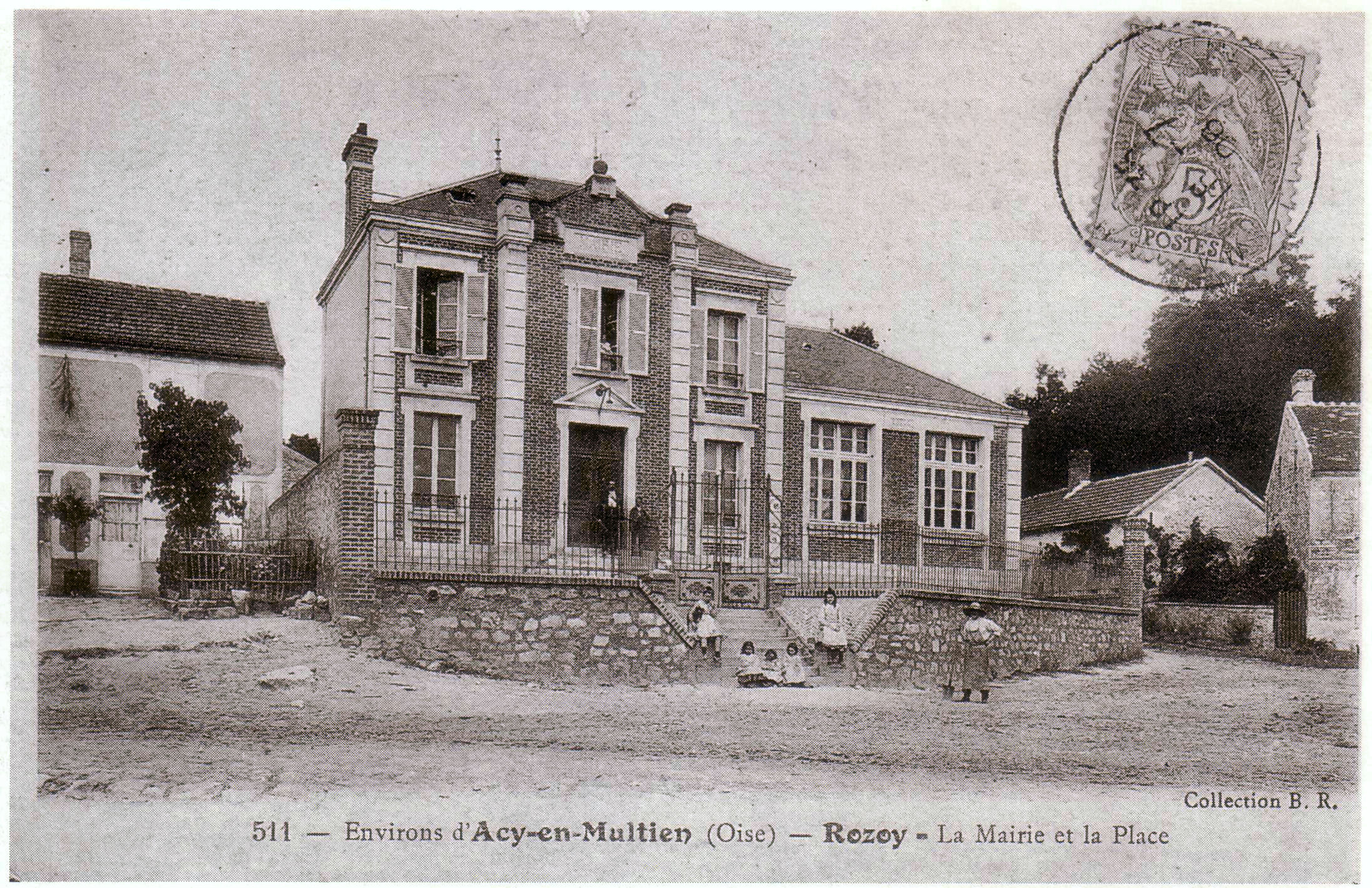
Ancienne mairie-école de 1899.
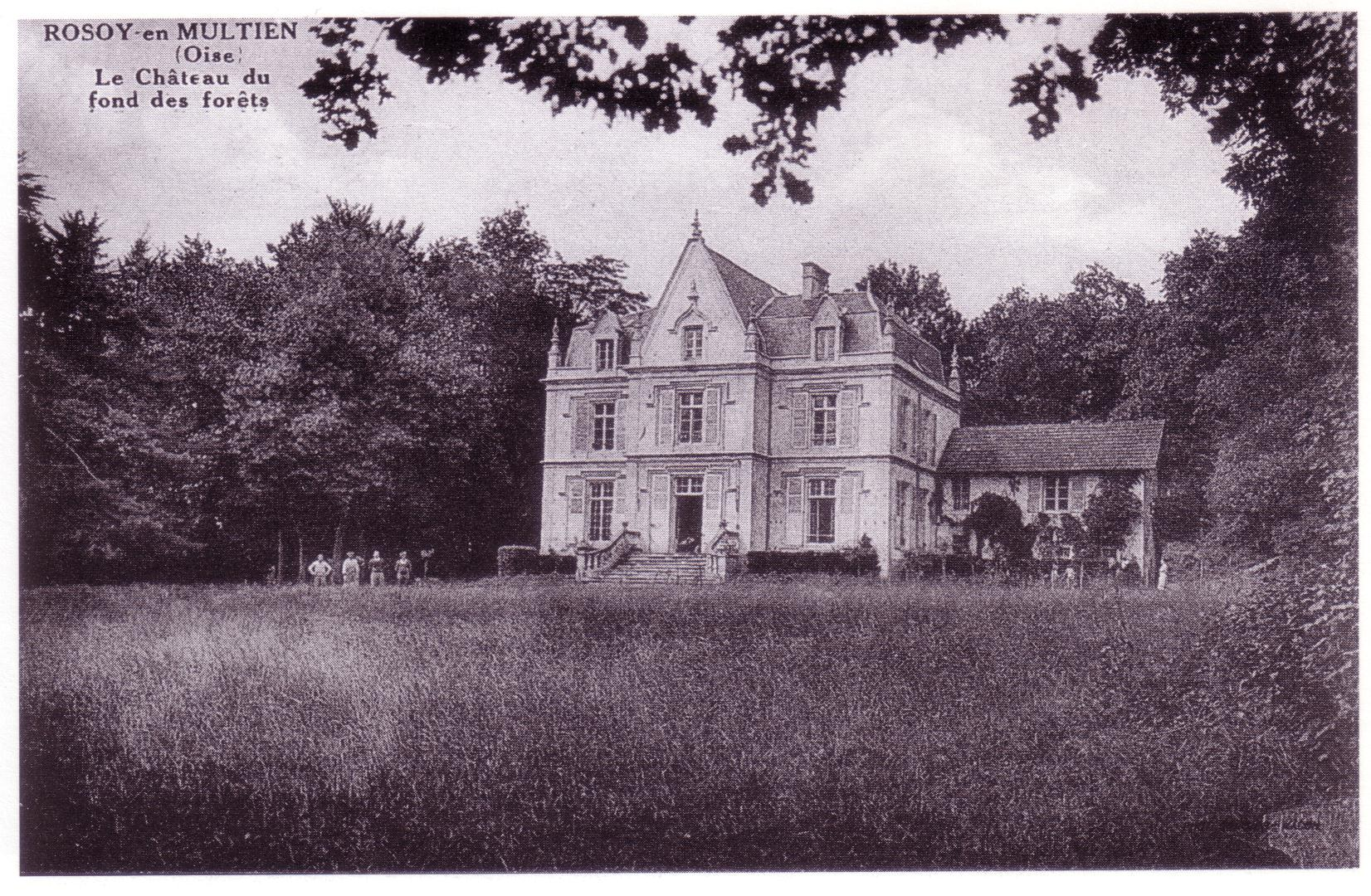
Le château du Fond des Forêts en 1915.

### Le vieux château en 1784
Description sommaire des lieux.

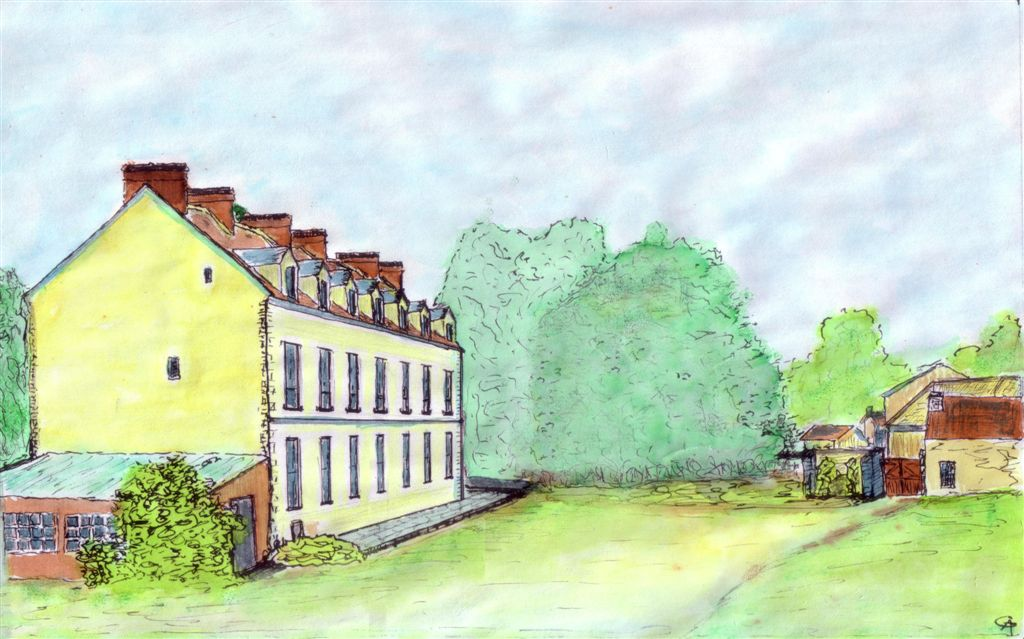
Le Vieux Château.

Le château proprement dit comporte 4 niveaux :
- sous-sol : caves où sont stockés des vins rouge, blanc, champagne…
- rez-de-chaussée : cuisine, office, bûcher, salle à manger ayant vue sur la cour, vestibule, salon ayant vue sur cour et jardin ; hors bâtiment, une serre à côté de la cave.
- premier étage : vestibule et 5 chambres dont la no 1, qu'occupait M. Gibert, ayant vue sur cour et jardin.
- second étage : 9 chambres curieusement numérotées : 6 à 8 et 10 à 15.

Dans la cour, près de l'entrée, se tient une écurie avec 2 chevaux et des remises où on peut voir, en particulier, une chaise de maître.
Le château, déjà qualifié de « vieux » en 1784, sera abandonné par la suite au profit d'une résidence bourgeoise située dans la grande rue et futur domaine Tortoni évoqué dans le paragraphe suivant.

### Rosoy vers 1848

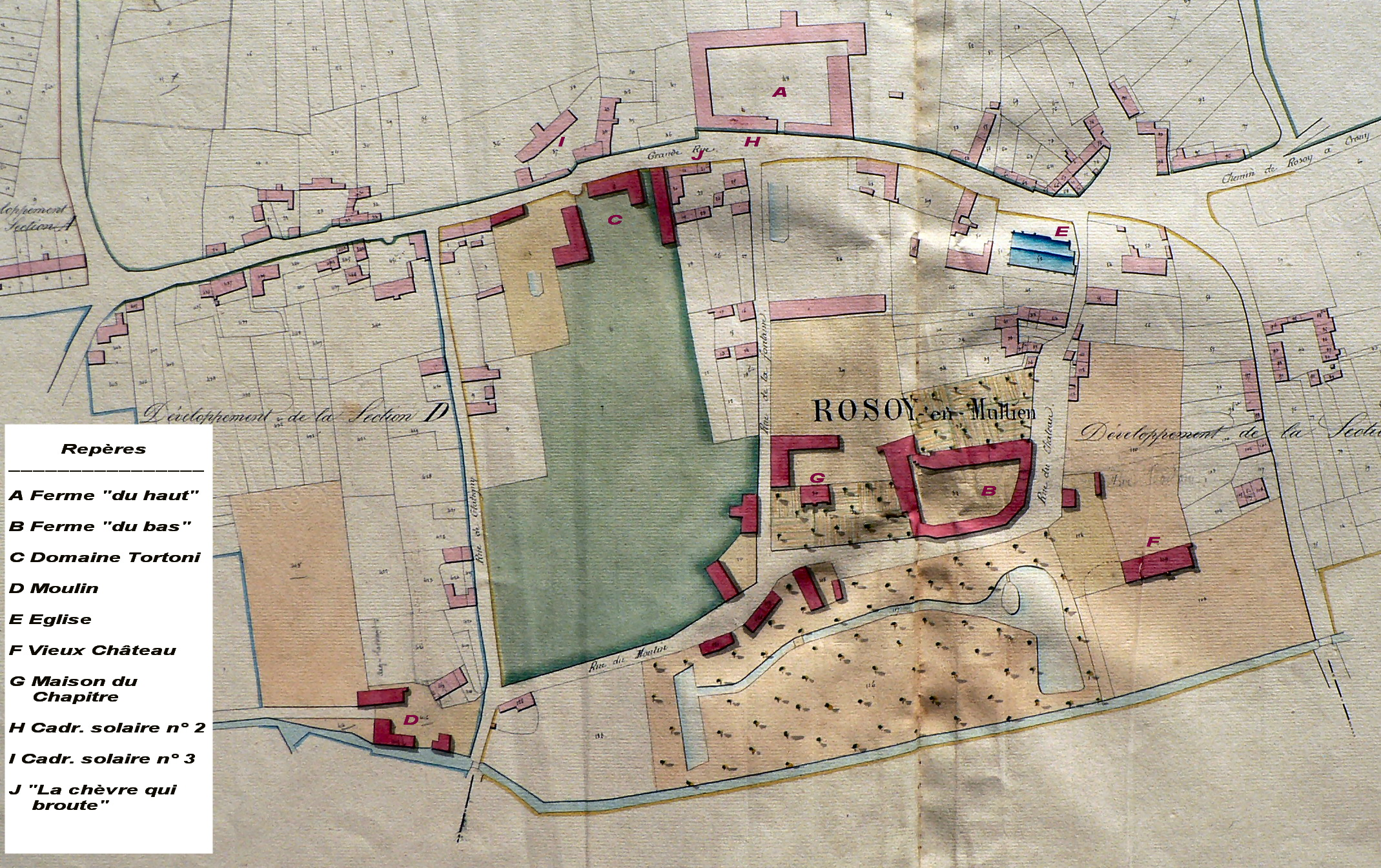
Le village vers 1840.

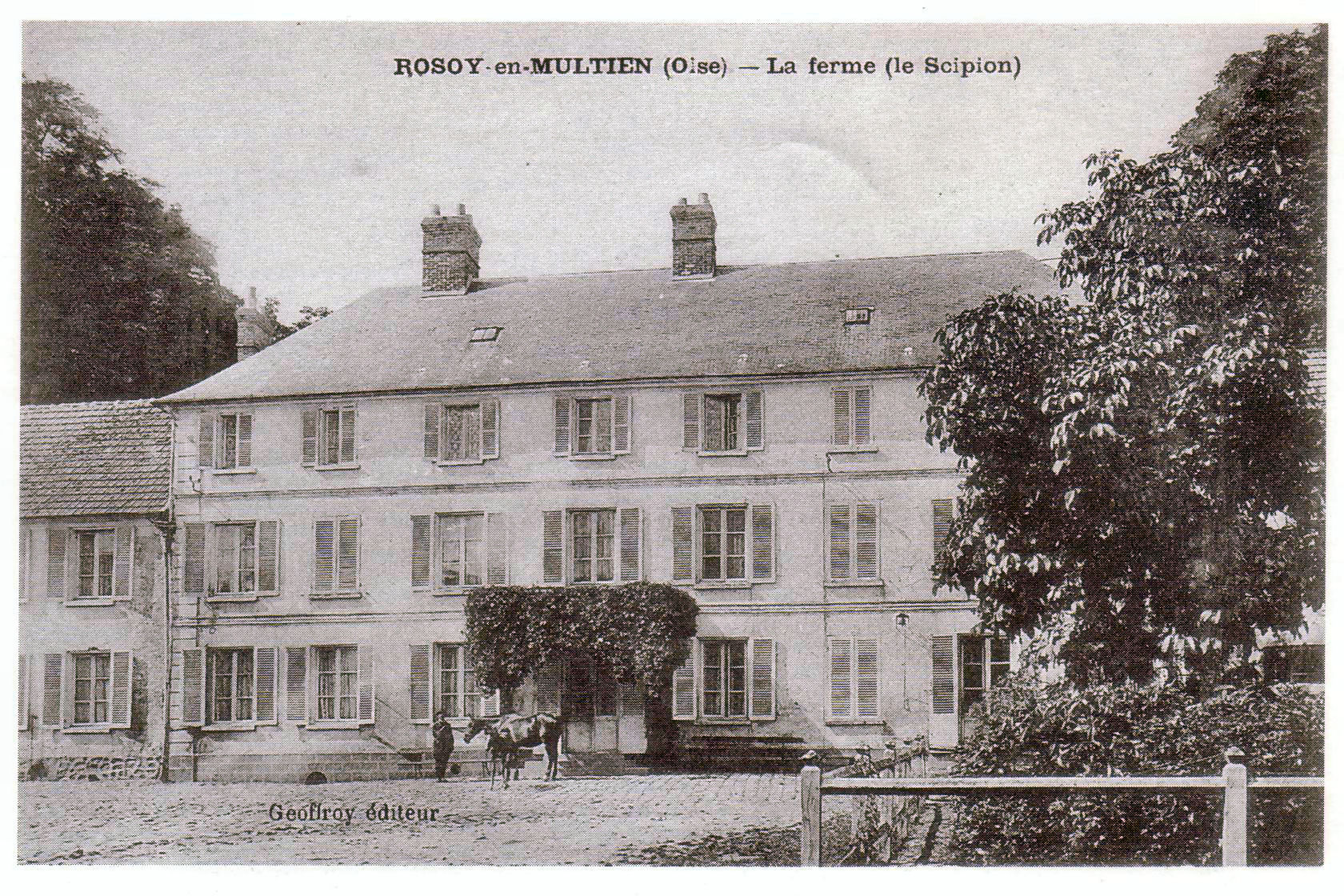
Domaine de Scipion.

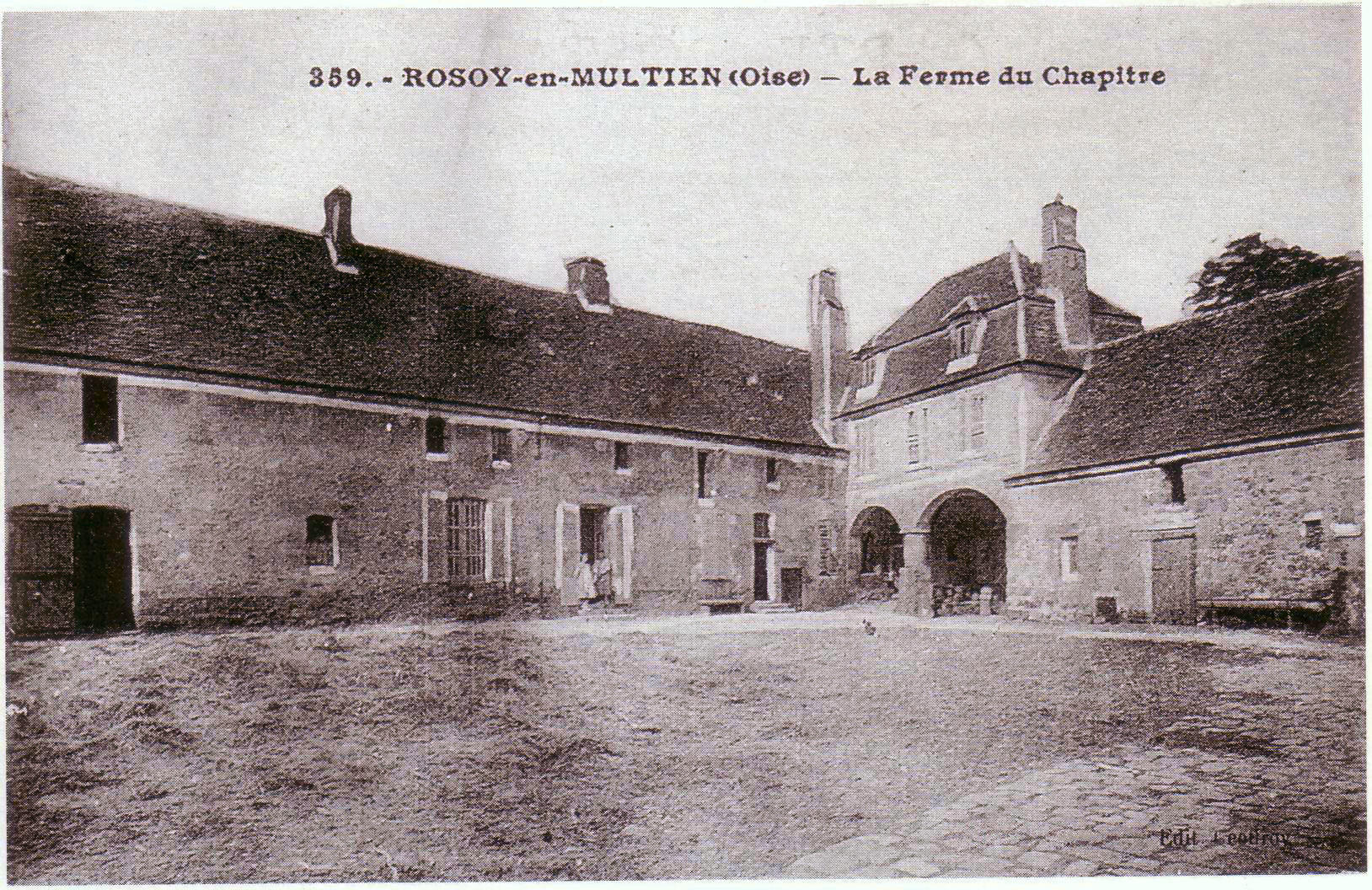
Ferme du Chapitre.

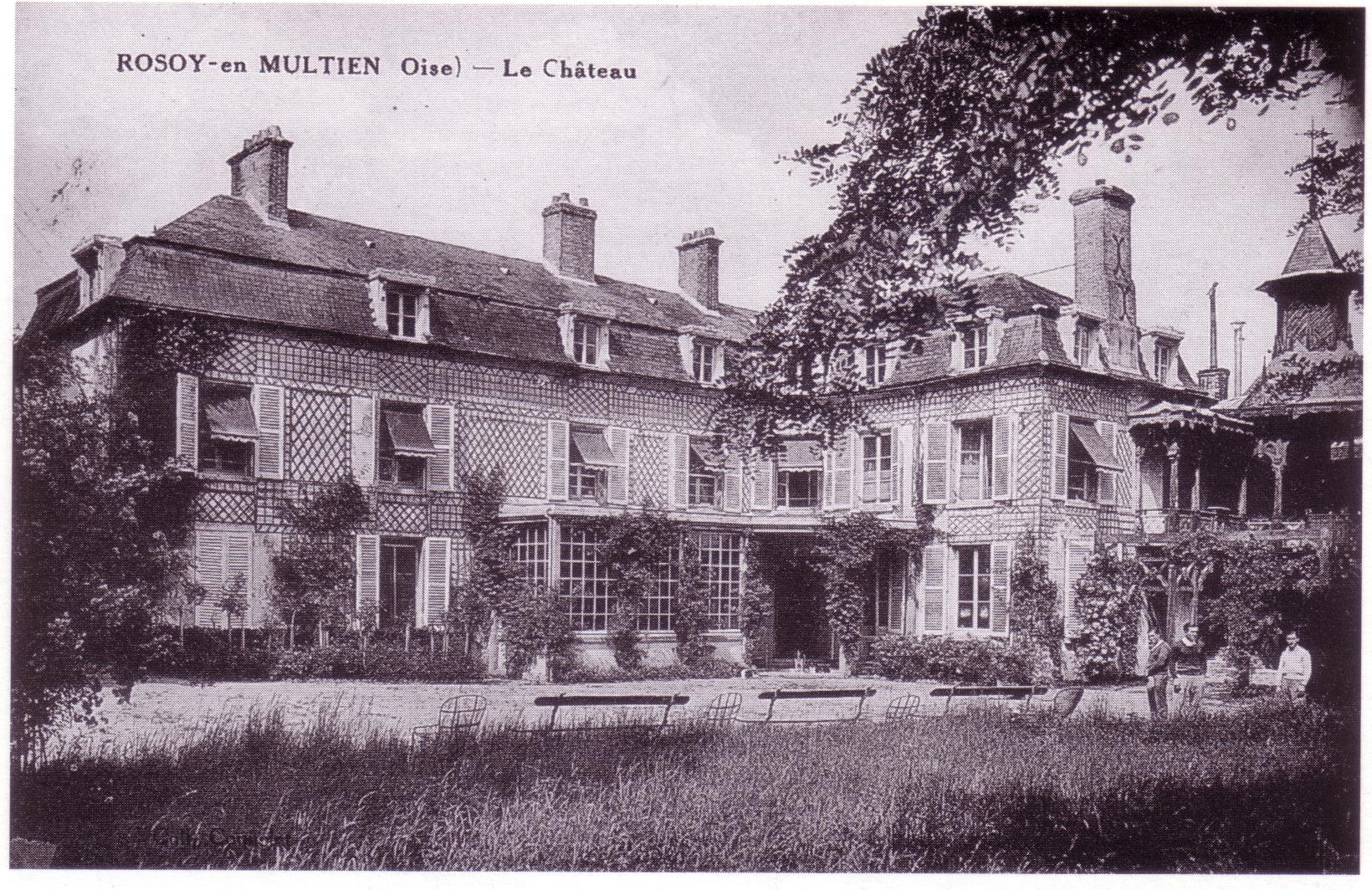
Le domaine Tortoni.

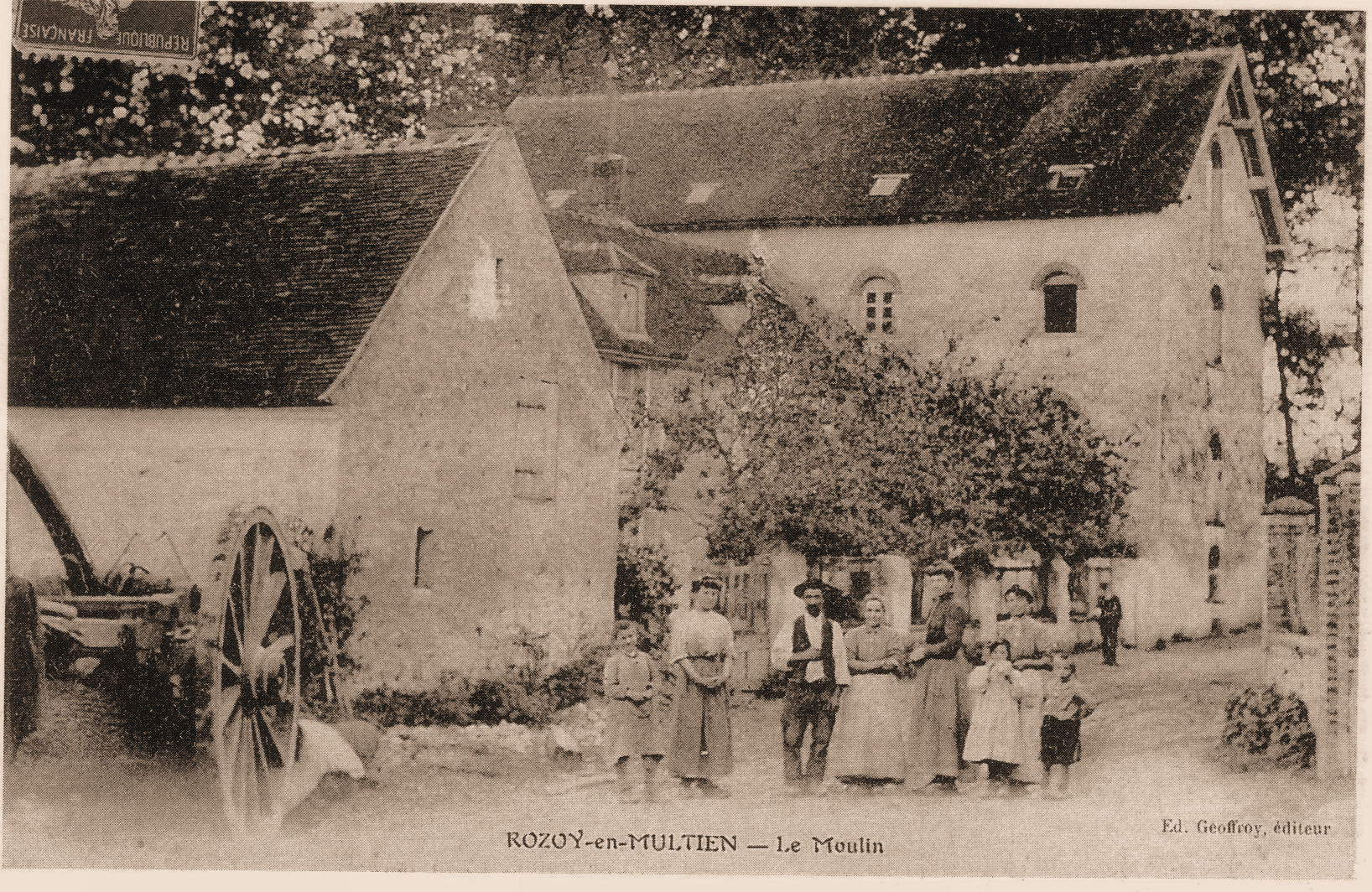
Le vieux moulin, vue aval.

La vie à Rosoy est connue à travers les archives (voir sur le plan du village le repérage des lieux) :

#### Habitat
Le village compte 79 feux pour 330 habitants, soit un peu plus de quatre individus par maison. Ces dernières sont construites en pierres de grès souvent enduites de plâtre, plus rarement en pierres calcaires. 80 % des toitures sont couvertes en chaume.

#### Agriculture
Le terroir, issu de l'ancien domaine seigneurial des Gibert, se partage essentiellement entre deux grands propriétaires :
- M. Charbonnier de Belloy, possède la ferme dite « du haut » ou « domaine de Scipion »[Note 16],[52] construite après 1610 et avant 1760 et transformée en 1800 (rep. A), de 286 ha, 3e superficie du canton.
- M. Tortoni (marié à Adèle Charbonnier de Belloy qui lui apporta en dot l'autre partie du domaine des Gibert), possède :
  - la ferme dite « du bas », ou « du Vieux Château » ou encore « du Chapitre »(rep. B), de 195 ha.
  - le domaine Tortoni (rep. C), à vocation d'agrément et de chasse.
- Cultures : essentiellement des céréales, avoine 64 %, blé 34 %, etc., plus un peu de chanvre pour les besoins locaux. On peut citer pour l'anecdote la pomme de terre qui convient bien aux sols sablonneux. Rosoy en est le premier producteur cantonal. La vigne, elle, a complètement disparu.
- Animaux : chevaux de trait, env. 90 ; bovins, env. 150 ; ovins, env. 750, principalement à la ferme « du bas » ; volailles destinées à la vente sur les marchés d'Acy et de Meaux où les petits producteurs se rendent à pied, avec leur brouette !
- Salaires agricoles : 2 F / jour pour les hommes.

#### Industrie
L'industrie est peu florissante : on trouve un four à chaux, une tuilerie, et surtout le moulin (rep. D), sur le cours de la Gergogne, propriété de M. Tortoni. D'époque ancienne (voir année 1250), avec une chute d'eau de 4,5 m, il fonctionne 18 h / jour pour les besoins locaux et emploie un ouvrier au salaire de 2,5 F / jour.

#### Éducation, loisirs
Un instituteur (M. Bunelle, actif dès 1831), peu rémunéré, est chargé de former les 50 écoliers souvent absents pour cause de travaux saisonniers. Les matières enseignées sont le calcul, la lecture, l'écriture, parfois un peu de dessin, des notions d'arpentage et de plain-chant. 40 % de la population sait lire et écrire. Les loisirs (fêtes, foires…) ne sont pas décrits. On signale cependant un jeu d'arc près de la Gergogne sur le cadastre napoléonien.

#### Quelques professions
Arpenteur, berger, cabaretier, charretier, couvreur en paille, cuisinière, cultivateur, domestique, garde-champêtre, jardinier, maçon, manouvrier, meunier, paveur, propriétaire, rentier, sabotier, scieur de long, tuilier.

### Archéologie d'aujourd'hui
Quelques repérages et fouilles ont été menés sur le territoire depuis les années 1980.
- En 1981, une fibule mérovingienne est découverte au cours d'un repérage de surface. Elle est façonnée autour d'une monnaie de bronze de la fin du Ve siècle. Vu l'usure de la pièce, cette fibule-monnaie date probablement du VIe siècle[53].
- En 1988, dans un article sur le « cimetière médiéval », il est indiqué que l'emplacement de l'ancienne léproserie est retrouvé, là où se trouvait une ancienne briqueterie[Note 17]. Cette indication est succincte et pour l'instant sans références argumentées[54]…

## Politique et administration
Rosoy est une des 25 communes du canton de Betz dont le conseiller général est, en 2013, Philippe Boulland, par ailleurs député européen. Elle fait partie de l'arrondissement de Senlis, dans le département de l'Oise dans la région Hauts-de-France. Elle se trouve au sein de la quatrième circonscription de l'Oise dont le député est Éric Woerth.
Par ailleurs, Rosoy, comme plus de 60 communes des cantons de Betz, Crépy-en-Valois et Nanteuil-le-Haudoin, fait partie de la communauté de communes du pays de Valois dont le siège est à Nanteuil.

### Administration municipale
Commune dont le nombre d'habitants (574 d'après la Communauté de Valois aux dernières élections municipales) est compris entre 500 et 1499, son conseil municipal est composé de 15 membres en 2020.

### Liste des maires
| Période                                  | Période  | Identité           | Étiquette | Qualité |
| ---------------------------------------- | -------- | ------------------ | --------- | ------- |
| Les données manquantes sont à compléter. |          |                    |           |         |
| 1944                                     | 1977     | André Geoffroy     |           |         |
| 1977                                     | 1983     | Jacques Lourd      |           |         |
| 1983                                     | 1989     | Ariel Leconte      |           |         |
| 1989                                     | 2008     | Guy Barré          |           |         |
| 2008                                     | 2020     | Michel Dupont      |           |         |
| 2020                                     | En cours | Emmanuel Thienpont |           |         |

### Finances locales
Cette sous-section présente la situation des finances communales de Rosoy-en-Multien.
Pour l'exercice 2013, le compte administratif du budget municipal de Rosoy-en-Multien s'établit à  356 000 € en dépenses et 570 000 € en recettes :
En 2013, la section de fonctionnement se répartit en 227 000 €  de charges (452 € par habitant) pour 388 000 € de produits (773 € par habitant), soit un solde de 161 000 € (321 € par habitant), :
- le principal pôle de dépenses de fonctionnement est celui des achats et charges externes[Note 20] pour  73 000 € (32 %), soit 146 € par habitant, ratio inférieur de 31 % à la valeur moyenne pour les communes de la même strate (212 € par habitant). Sur les 5 dernières années, ce ratio fluctue et présente un minimum de 146 € par habitant en 2013 et un maximum de 212 € par habitant en 2009 ;
- la plus grande part des recettes est constituée des impôts locaux[Note 21] pour une somme de 163 000 € (42 %), soit 324 € par habitant, ratio inférieur de 11 % à la valeur moyenne pour les communes de la même strate (366 € par habitant). Pour la période allant de 2009 à 2013, ce ratio augmente de façon continue de 278 € à 324 € par habitant.

Les taux des taxes ci-dessous sont votés par la municipalité de Rosoy-en-Multien. Ils ont varié de la façon suivante par rapport à 2012 :
- la taxe d'habitation constante 15,83 % ;
- la taxe foncière sur le bâti sans variation 18,37 % ;
- celle sur le non bâti sans variation 47,97 %.

La section investissement se répartit en emplois et ressources. Pour 2013, les emplois comprennent par ordre d'importance :
- des dépenses d'équipement[Note 23] pour un montant de 97 000 € (75 %), soit 194 € par habitant, ratio inférieur de 48 % à la valeur moyenne pour les communes de la même strate (370 € par habitant). Depuis 5 ans, ce ratio fluctue et présente un minimum de 68 € par habitant en 2010 et un maximum de 791 € par habitant en 2009 ;
- des remboursements d'emprunts[Note 24] pour un montant de 28 000 € (22 %), soit 56 € par habitant, ratio inférieur de 20 % à la valeur moyenne pour les communes de la même strate (70 € par habitant).

Les ressources en investissement de Rosoy-en-Multien se répartissent principalement en :
- fonds de Compensation pour la TVA pour une valeur de 47 000 € (26 %), soit 94 € par habitant, ratio supérieur de 141 % à la valeur moyenne pour les communes de la même strate (39 € par habitant). Sur la période 2009 - 2013, ce ratio fluctue et présente un minimum de 9 € par habitant en 2011 et un maximum de 118 € par habitant en 2010 ;
- subventions reçues pour un montant de 46 000 € (25 %), soit 91 € par habitant, ratio supérieur de 15 % à la valeur moyenne pour les communes de la même strate (79 € par habitant).

L'endettement de Rosoy-en-Multien au 31 décembre 2013 peut s'évaluer à partir de trois critères : l'encours de la dette, l'annuité de la dette et sa capacité de désendettement :
- l'encours de la dette pour une valeur de 358 000 €, soit 714 € par habitant, ratio voisin de la valeur moyenne de la strate. Depuis 5 ans, ce ratio diminue de façon continue de 999 € à 714 € par habitant[A2 5] ;
- l'annuité de la dette pour  46 000 €, soit 92 € par habitant, ratio voisin de la valeur moyenne de la strate. Sur les 5 dernières années, ce ratio fluctue et présente un minimum de 83 € par habitant en 2009 et un maximum de 101 € par habitant en 2010[A2 5] ;
- la capacité d'autofinancement (CAF) pour un montant de 161 000 €, soit 321 € par habitant, ratio supérieur de 72 % à la valeur moyenne pour les communes de la même strate (187 € par habitant). Sur les 5 dernières années, ce ratio fluctue et présente un minimum de 79 € par habitant en 2009 et un maximum de 335 € par habitant en 2011[A2 6]. La capacité de désendettement est d'environ 2 années en 2013. Sur une période de 14 années, ce ratio présente un minimum en 2013 et un maximum très élevé, de plus de 50 années en 2007.

## Population et société

### Démographie

#### Évolution démographique
Avant la Révolution, en 1720 et 1760, la population était respectivement de 152 et 198 habitants.
L'évolution du nombre d'habitants est connue à travers les recensements de la population effectués dans la commune depuis 1793. Pour les communes de moins de 10 000 habitants, une enquête de recensement portant sur toute la population est réalisée tous les cinq ans, les populations de référence des années intermédiaires étant quant à elles estimées par interpolation ou extrapolation. Pour la commune, le premier recensement exhaustif entrant dans le cadre du nouveau dispositif a été réalisé en 2008.

En 2022, la commune comptait 605 habitants, en évolution de +13,94 % par rapport à 2016 (Oise : +0,87 %, France hors Mayotte : +2,11 %).
| 1793 | 1800 | 1806 | 1821 | 1831 | 1836 | 1841 | 1846 | 1851 |
| ---- | ---- | ---- | ---- | ---- | ---- | ---- | ---- | ---- |
| 287  | 318  | 310  | 338  | 332  | 325  | 330  | 330  | 315  |

| 1856 | 1861 | 1866 | 1872 | 1876 | 1881 | 1886 | 1891 | 1896 |
| ---- | ---- | ---- | ---- | ---- | ---- | ---- | ---- | ---- |
| 329  | 300  | 285  | 264  | 268  | 259  | 240  | 278  | 266  |

| 1901 | 1906 | 1911 | 1921 | 1926 | 1931 | 1936 | 1946 | 1954 |
| ---- | ---- | ---- | ---- | ---- | ---- | ---- | ---- | ---- |
| 230  | 238  | 234  | 187  | 221  | 216  | 224  | 169  | 191  |

| 1962 | 1968 | 1975 | 1982 | 1990 | 1999 | 2006 | 2008 | 2013 |
| ---- | ---- | ---- | ---- | ---- | ---- | ---- | ---- | ---- |
| 183  | 152  | 223  | 281  | 387  | 399  | 474  | 496  | 478  |

| 2018 | 2022 | - | - | - | - | - | - | - |
| ---- | ---- | - | - | - | - | - | - | - |
| 603  | 605  | - | - | - | - | - | - | - |

#### Pyramide des âges
La population de la commune est relativement jeune.
En 2018, le taux de personnes d'un âge inférieur à 30 ans s'élève à 43,3 %, soit au-dessus de la moyenne départementale (37,3 %). À l'inverse, le taux de personnes d'âge supérieur à 60 ans est de 13,4 % la même année, alors qu'il est de 22,8 % au niveau départemental.
En 2018, la commune comptait 304 hommes pour 299 femmes, soit un taux de 50,41 % d'hommes, légèrement supérieur au taux départemental (48,89 %).
Les pyramides des âges de la commune et du département s'établissent comme suit.
| Hommes | Classe d’âge | Femmes |
| ------ | ------------ | ------ |
| 0,0    | 90 ou +      | 0,0    |
| 1,3    | 75-89 ans    | 3,3    |
| 12,8   | 60-74 ans    | 9,4    |
| 23,0   | 45-59 ans    | 19,7   |
| 18,8   | 30-44 ans    | 25,1   |
| 18,1   | 15-29 ans    | 19,7   |
| 26,0   | 0-14 ans     | 22,7   |

| Hommes | Classe d’âge | Femmes |
| ------ | ------------ | ------ |
| 0,5    | 90 ou +      | 1,4    |
| 5,5    | 75-89 ans    | 7,6    |
| 15,6   | 60-74 ans    | 16,3   |
| 20,8   | 45-59 ans    | 20     |
| 19,4   | 30-44 ans    | 19,4   |
| 17,6   | 15-29 ans    | 16,2   |
| 20,6   | 0-14 ans     | 19,1   |

### Enseignement
Rosoy-en-Multien est situé dans l'académie d'Amiens et dépend de la Direction des services départementaux de l'éducation nationale Oise - DSDEN60, en résidence à Beauvais, pour la gestion du premier degré (écoles).
Les écoles publiques d'Acy et de Rosoy fonctionnent en regroupement pédagogique intercommunal (RPI). Pour sa part, la commune de Rosoy administre en 2013 une école élémentaire de 4 classes.

### Manifestations culturelles et festivités
La commune possède une salle polyvalente où peuvent avoir lieu fêtes, activités culturelles et sportives.
Le Comité des Fêtes, association loi de 1901, « organise et anime le village au travers de fêtes, soirées thématiques, festival de musique ».
Les 2 principales manifestations programmées par le Comité des Fêtes sont :
- La Grande Fête annuelle de Rosoy-en-Multien qui se déroule chaque année le premier week-end de juillet.
- Le Festival de la Gergogne, festival de musique rock où sur une scène extérieure, se succèdent des groupes locaux, jeunes et moins jeunes.

### Santé
La commune bénéficie d'un médecin généraliste.
Les localités les plus proches et les services usuels proposés sont à titre indicatif en 2013 :
- Acy-en-Multien : 2 médecins généralistes, 1 vétérinaire, 1 infirmière, 1 pharmacie.
- Betz : 1 centre médical de 4 praticiens (3 généralistes et 1 dermatologue vénorologue), 2 dentistes, 2 infirmières, 2 kinésithérapeutes.
- Lizy-sur-Ourcq : 6 médecins généralistes, 2 dentistes, 2 infirmières, 3 kinésithérapeutes.

On trouve médecins spécialistes, hôpitaux et cliniques à Meaux, Crépy-en-Valois, Nanteuil-le-Haudoin.
Les maisons de retraite les plus proches sont à Lizy-sur-Ourcq et à Nanteuil.

### Sports

#### Équipements sportifs
La commune possède un terrain de football et une salle polyvalente où ont lieu les activités sportives des associations et clubs locaux.

#### Associations et clubs
En 2013 - 2014 on peut distinguer :
- La maison des Jeunes de Rosoy, MJR, association à but non lucratif créée en 1993. Son « but est de rassembler jeunes et moins jeunes de Rosoy et ses alentours autour d'activités ludiques, artistiques et sportives. ». Les activités proposées sont :
  - des ateliers manuels et créatifs : cuisine, bricolage, arts plastiques (modelage et calligraphie), chant.
  - de la gymnastique : gym tonique, gym enfants, gym seniors, relaxation.
  - de la danse : afro-antillaise, Zumba afro-gym.
  - du sport « de combat » : Bokaïdo.
- Le Shark-Karaté-Club de Rosoy en Multien, association loi de 1901 créée en 2010. Le club « privilégie un art martial basé sur la rigueur et la recherche du bien-être».
- Le club de football, l'A.S. Rosoy qui comprend plusieurs équipes, notamment des jeunes.

### Cultes
Rosoy est associé à la paroisse dite du Multien pour le culte catholique. La cure est à Betz, les messes sont célébrées le plus souvent à Acy. Des offices particuliers peuvent être célébrés dans l'église Saint-Thomas-de-Cantorbéry.

## Économie
À l'origine foncièrement agricole, la commune se développe par la proximité de la région parisienne avec l'aéroport de Roissy et par Meaux, la ville la plus importante de la région.

### Emploi
La population des 15-64 ans de Rosoy est de 337 personnes, soit 67 % de la population totale. Cette population des 15-64 ans se répartit de la façon suivante :  71 % des personnes ont un emploi (soit 240 individus), 4 % sont chômeurs et 25 % sont inactifs (élèves, étudiants, retraités).
La population active travaille pour une part de 10 % dans la commune. La plus grande part, 75 %, se déplace en région parisienne, essentiellement dans la zone de l'aéroport de Paris-Charles-de-Gaulle.
Sur les 240 personnes ayant un emploi, 217 sont des salariés et 23 des non salariés dont 15 sont employeurs.

### Activité
Les établissements actifs, au nombre de 30 au 1er janvier 2011, se répartissent de la façon suivante : agriculture : 4 ; industrie : 3 ; construction : 1 ; commerce, transports, services divers (artisans) : 18 ; administration publique, enseignement, santé et action sociale : 4.
Seuls, 2 établissements ont plus de 10 salariés.

## Culture locale et patrimoine

### Lieux et monuments[28]

#### L'église

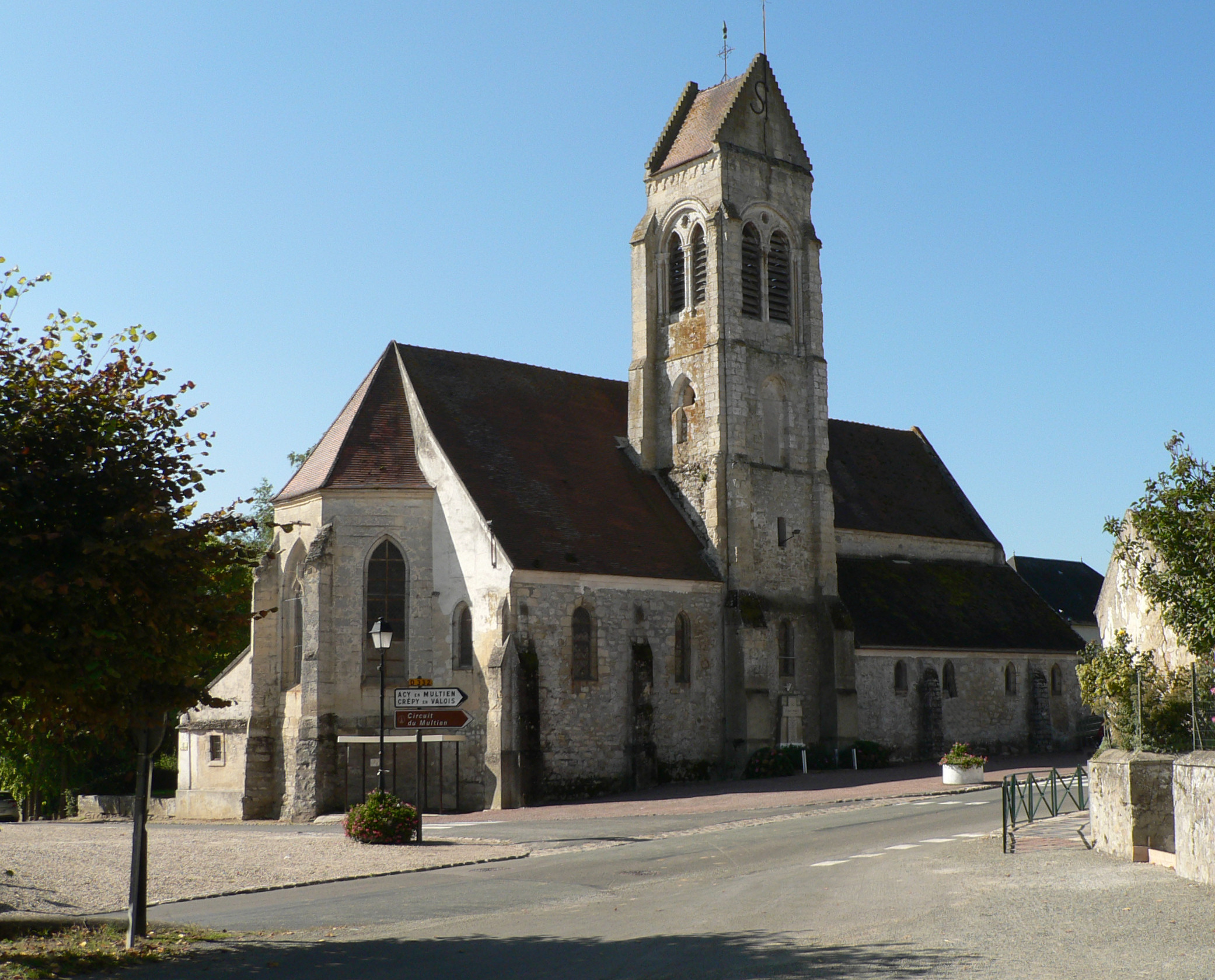
L'église, vue N-E.

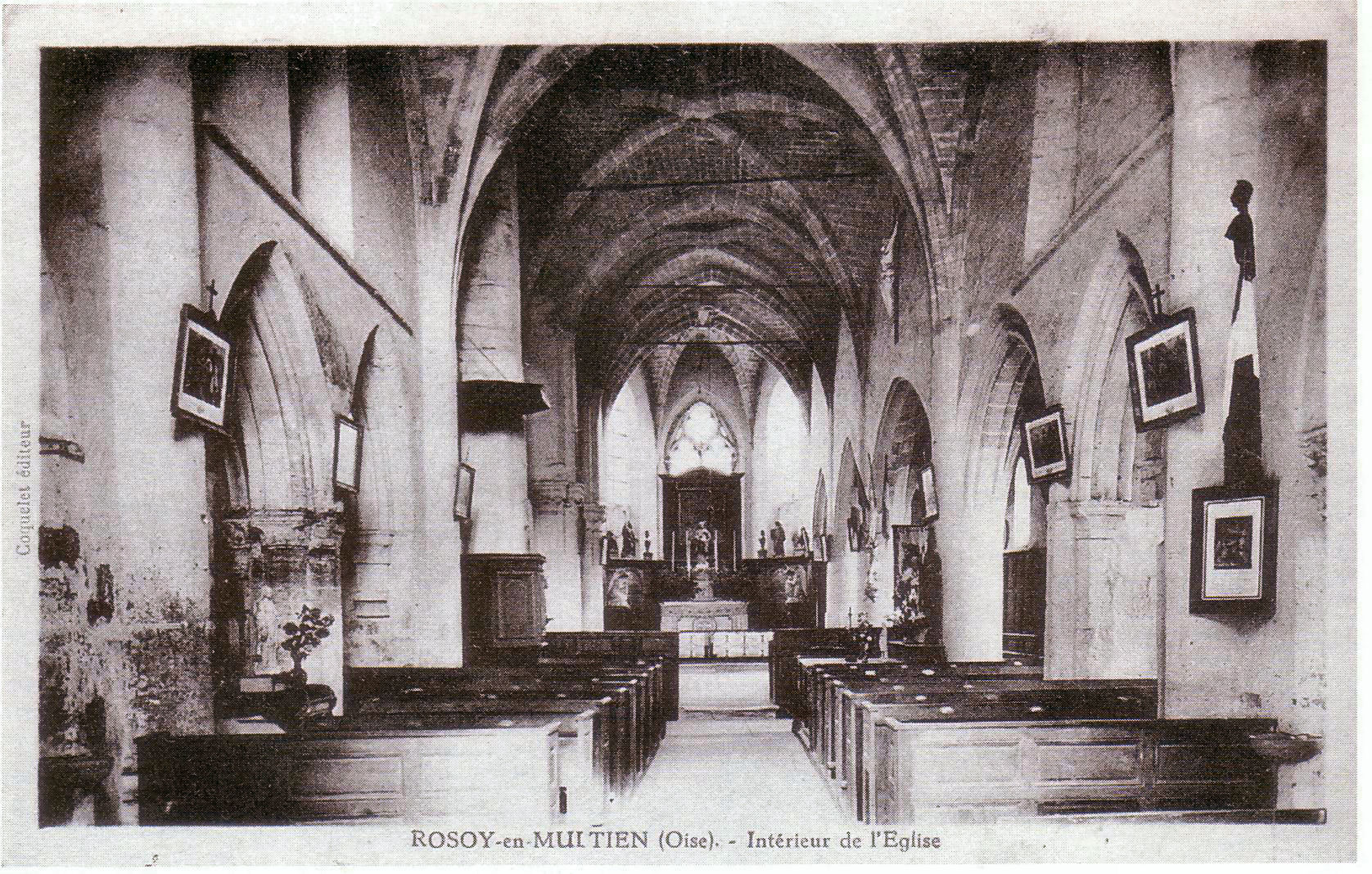
L'église, intérieur, 1920.

Orientée est-sud-est, elle date du XIIe siècle et fut dédiée à saint Thomas de Cantorbéry.
- La façade est de style gothique flamboyant. Son portail en anse de panier est surmonté d'une accolade, qui inscrit un écusson dont les insignes héraldiques ont été martelés à la Révolution. La fenêtre haute est munie d'un remplage flamboyant type.
- Son haut clocher, de l'époque de transition roman-gothique, est un classique de nos campagnes avec son toit à deux pentes dit en bâtière. Il abrite une lourde cloche de 80 cm de diamètre (autour de 300 kg) et datée 1889 ; signée « DUBUISSON fils, fondeur à Paris » elle a pour « Parrain : Germain Louis de Belloy, [et pour] Marraine Louise Elisa Tortoni, veuve Ferdinand Gervais »[Note 29]. Cette cloche accompagnait une horloge moderne, installée en 1856 ; elle ne se remontait qu'une fois par semaine, au lieu d'une fois par jour pour l'ancienne ! Cette tache fastidieuse, quotidienne, puis hebdomadaire était confiée à l'instituteur qui lisait l'heure vraie sur son cadran solaire.
- La nef - vaisseau central et collatéraux – du XIIIe au XVIe siècle est de style gothique. Les voûtes d'ogives sont renforcées par des tirants en fer qui parent à l'absence d'arcs-boutants. Des piliers à chapiteaux parfois décorés soutiennent l'ensemble ; « y sont signalés, faits assez particuliers, le masque du Christ et celui de la Vierge couronnée ». Des fenêtres en plein–cintre, bouchées, éclairaient le vaisseau central avant l'adjonction des collatéraux où l'on peut remarquer quelques corbeaux ou culs-de-lampe assez démoniaques. Les fonts baptismaux, vers le collatéral nord, ont leur cuve décorée et soutenue par quatre colonnettes avec écussons[64].
- Le chœur et l'abside polygonale du XVIe siècle, très lumineux, s'ouvrent vers l'est par trois larges fenêtres ogivales. On remarquera la grande baie centrale, géminée avec tête en trèfle. Le retable est décoré d'un tableau du XVIIIe et XIXe siècles.
- Des pierres tombales, en grand nombre, s'intègrent dans le dallage. Leurs inscriptions, pour la plupart, ont été martelées à la Révolution et sont malheureusement illisibles. Quelques plaques de marbre noir commémorent des événements funéraires de la famille Gibert.
- Les anciens du village se souviennent de souterrains, aujourd'hui comblés, qui permettaient au Moyen Âge de fuir vers l'extérieur lors des pillages.
- Le monument aux morts de la guerre 1914 - 1918 est accolé au flanc nord de l'église, au pied du clocher.

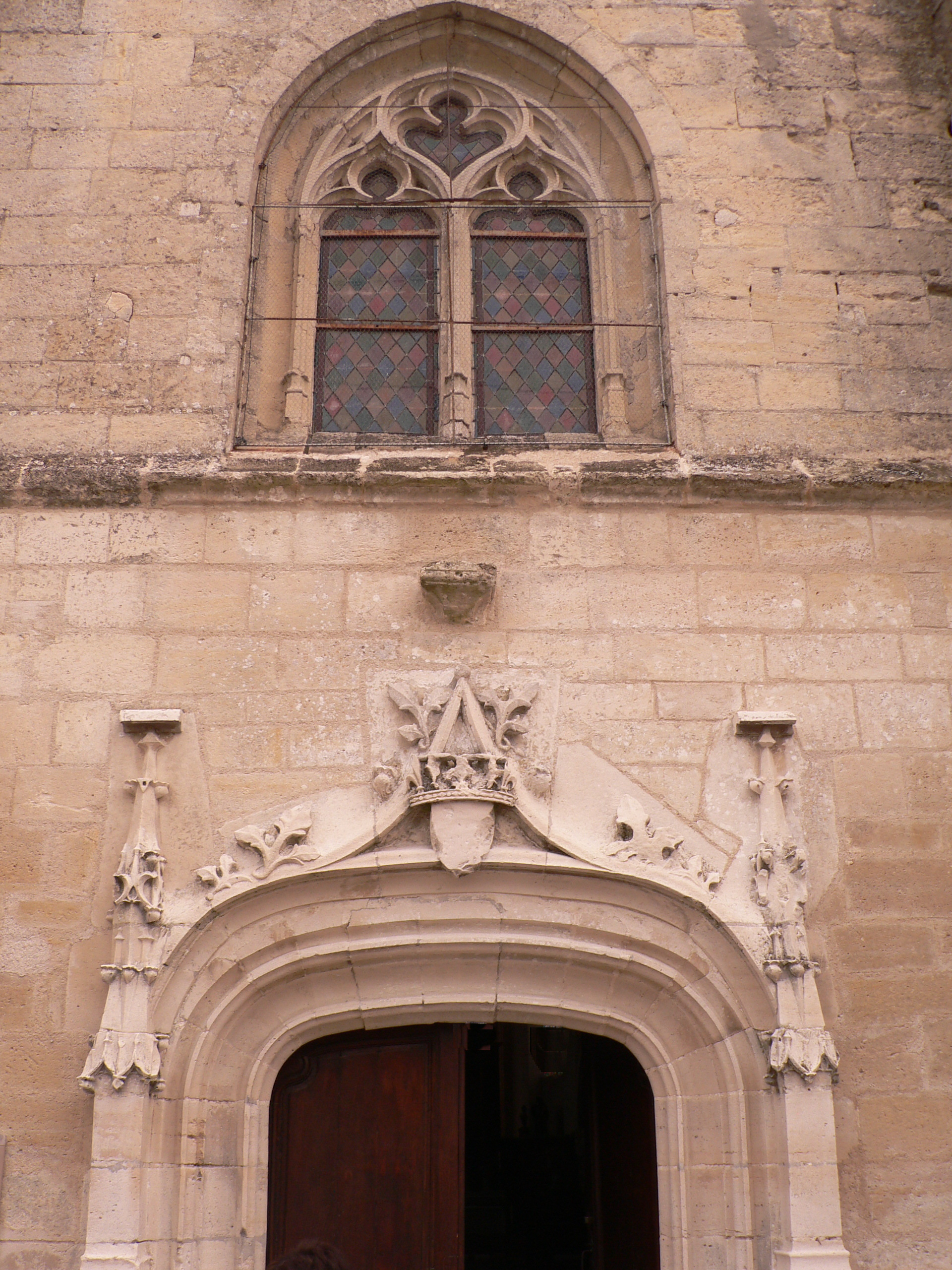
Le portail en anse de panier et son accolade.
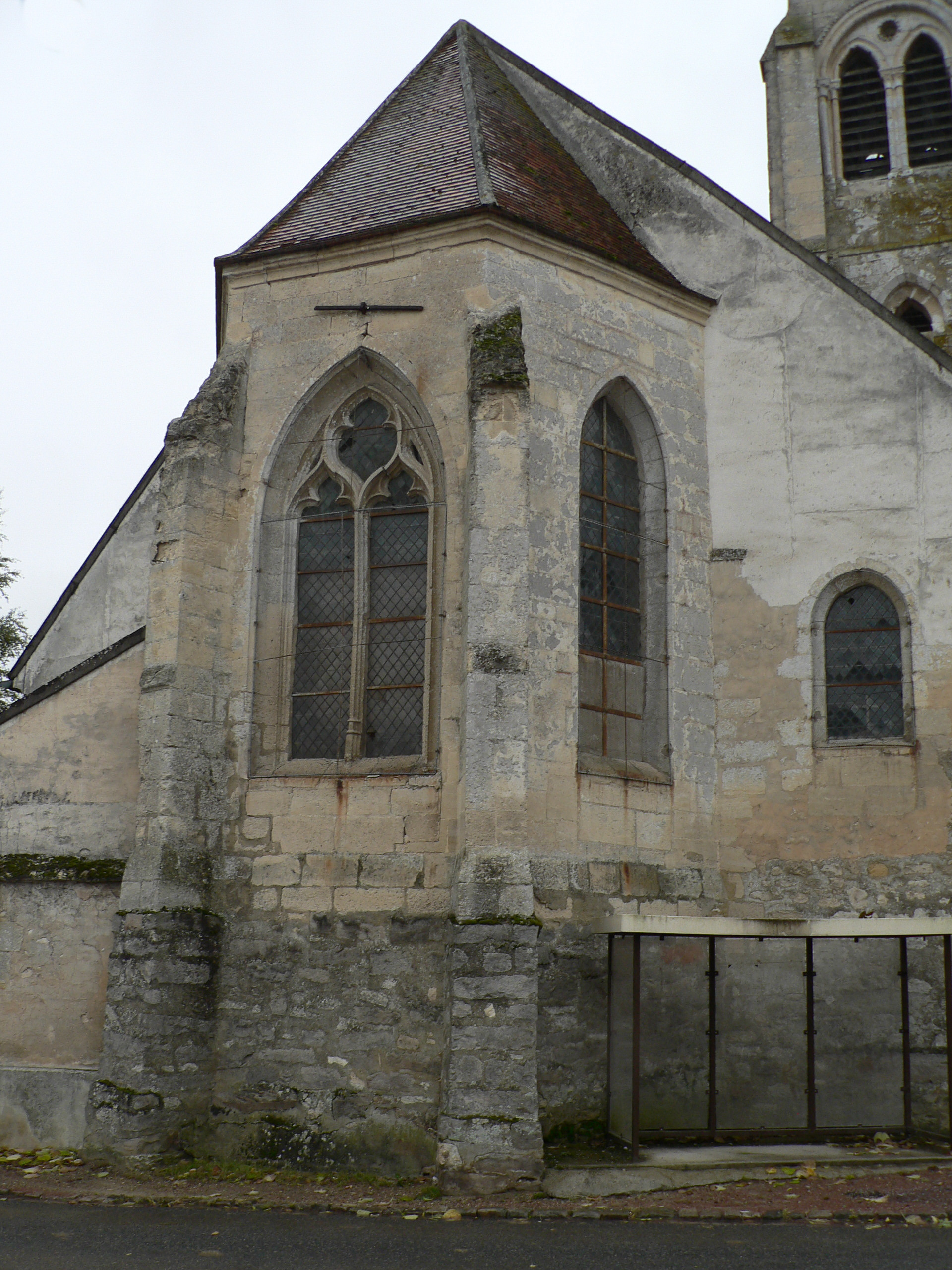
L'abside, XVIe siècle.
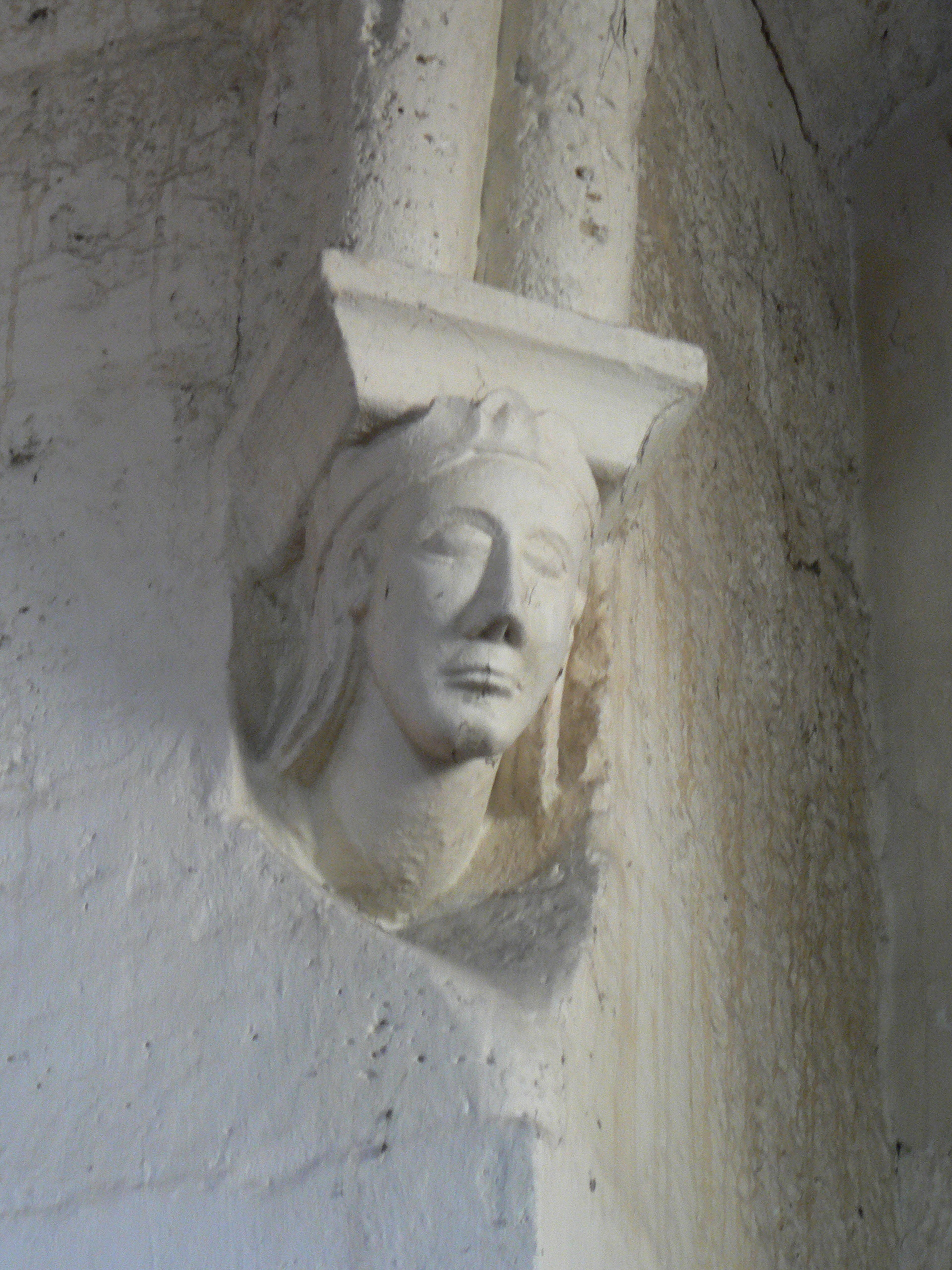
Masque de la Vierge couronnée.
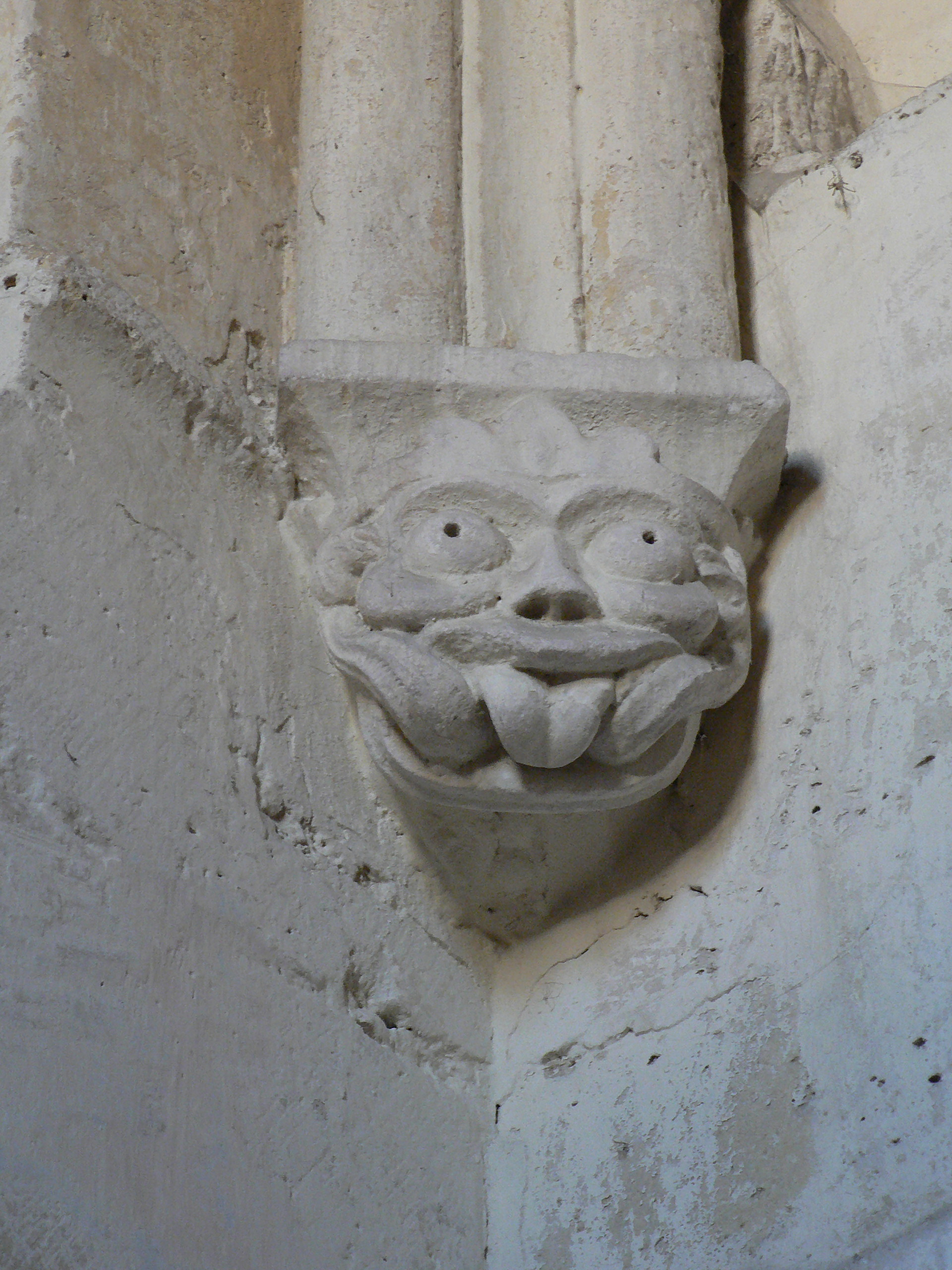
Cul-de-lampe.
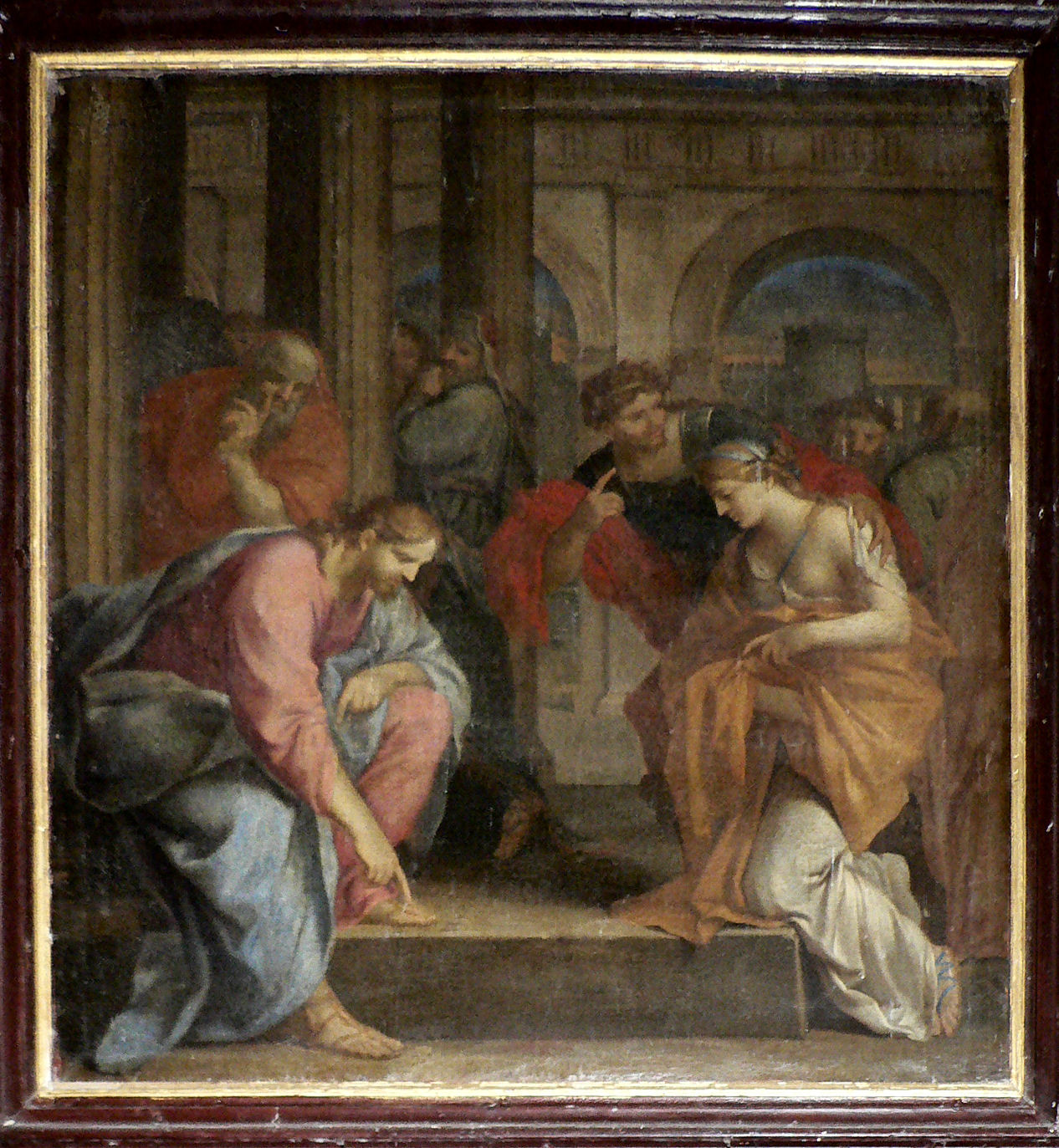
Toile ornant le retable.
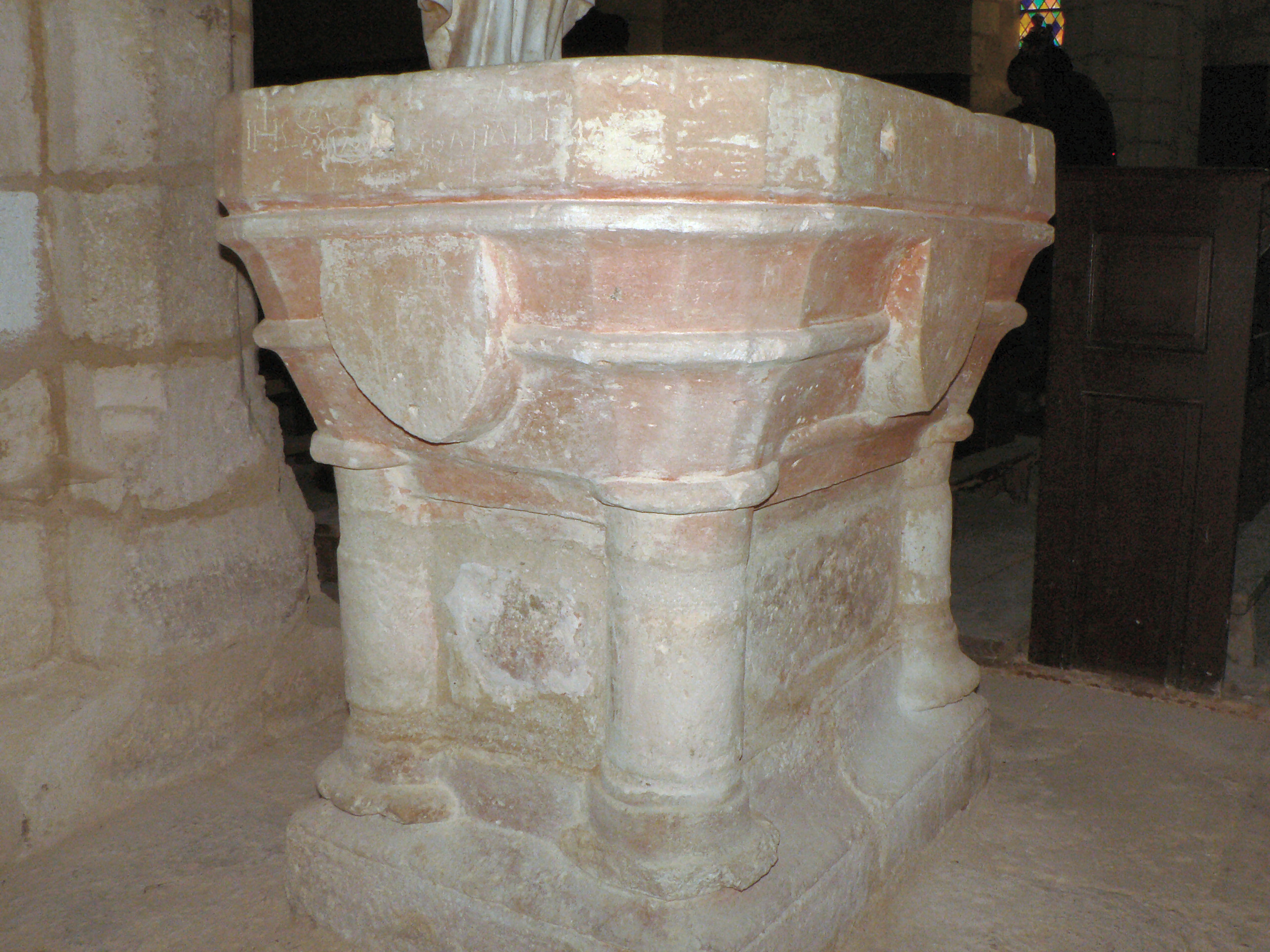
Les fonts baptismaux.
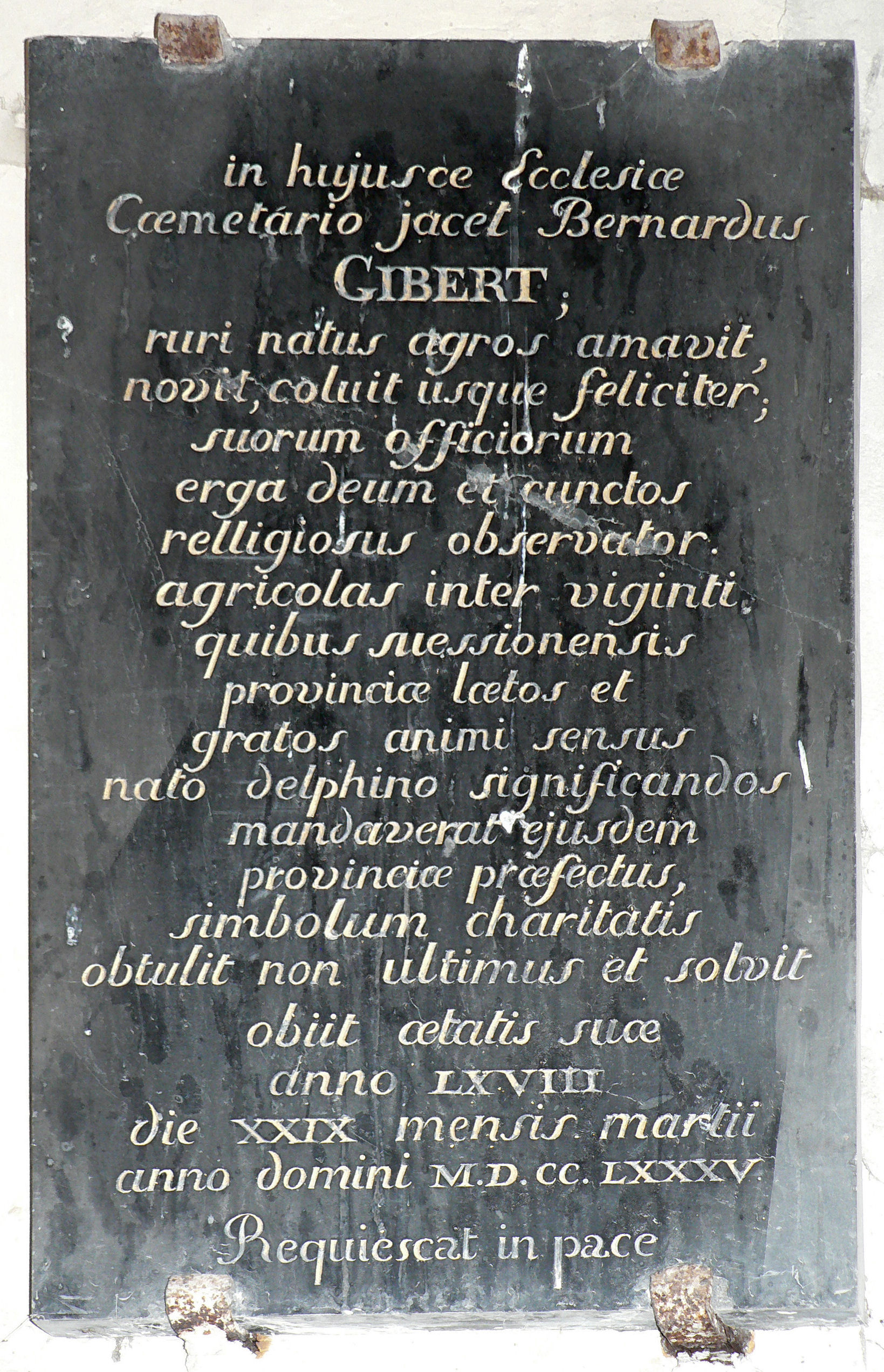
In memoriam d'un Gibert.
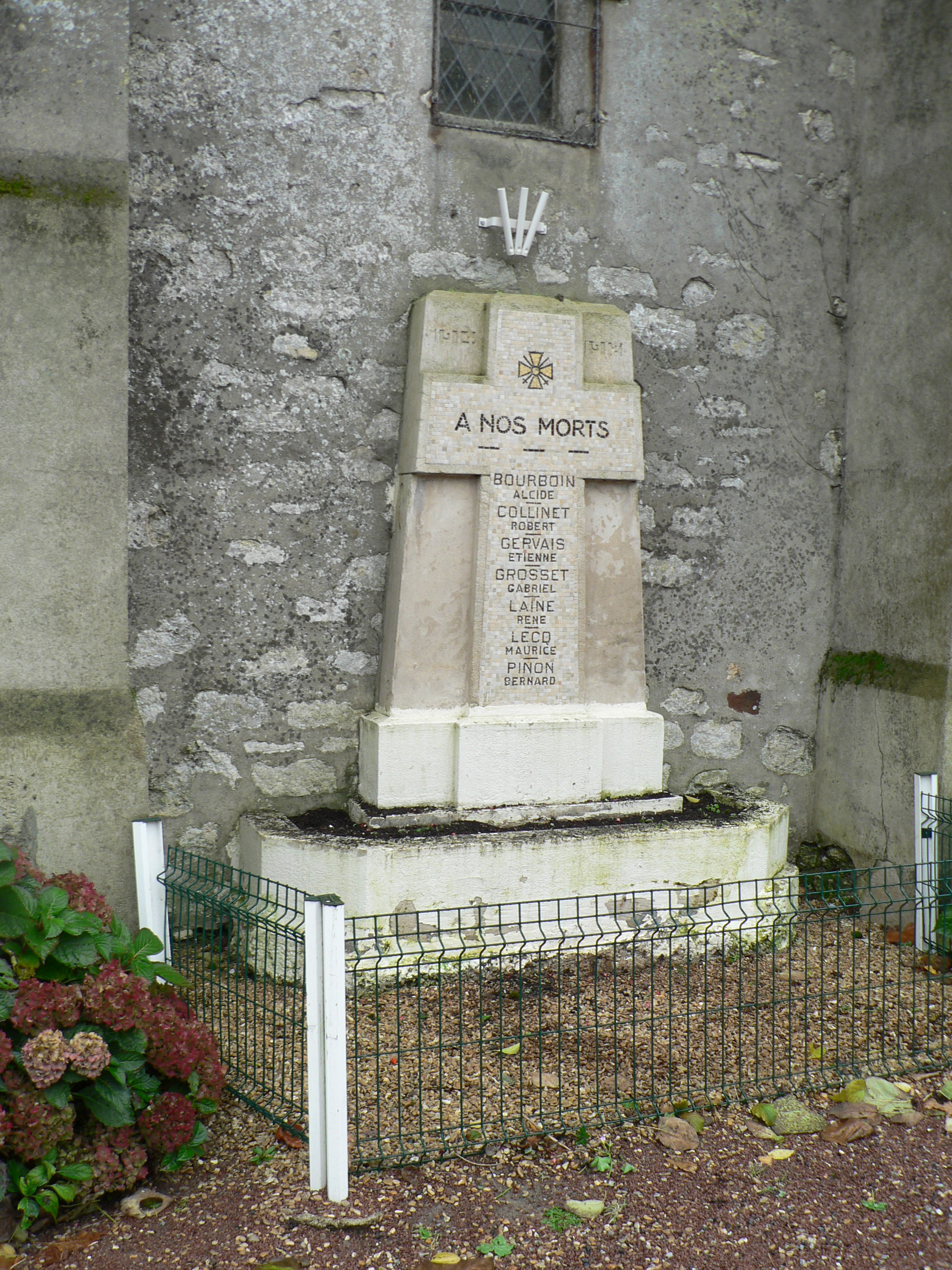
Le monument aux morts, au pied du clocher.

#### Petit patrimoine

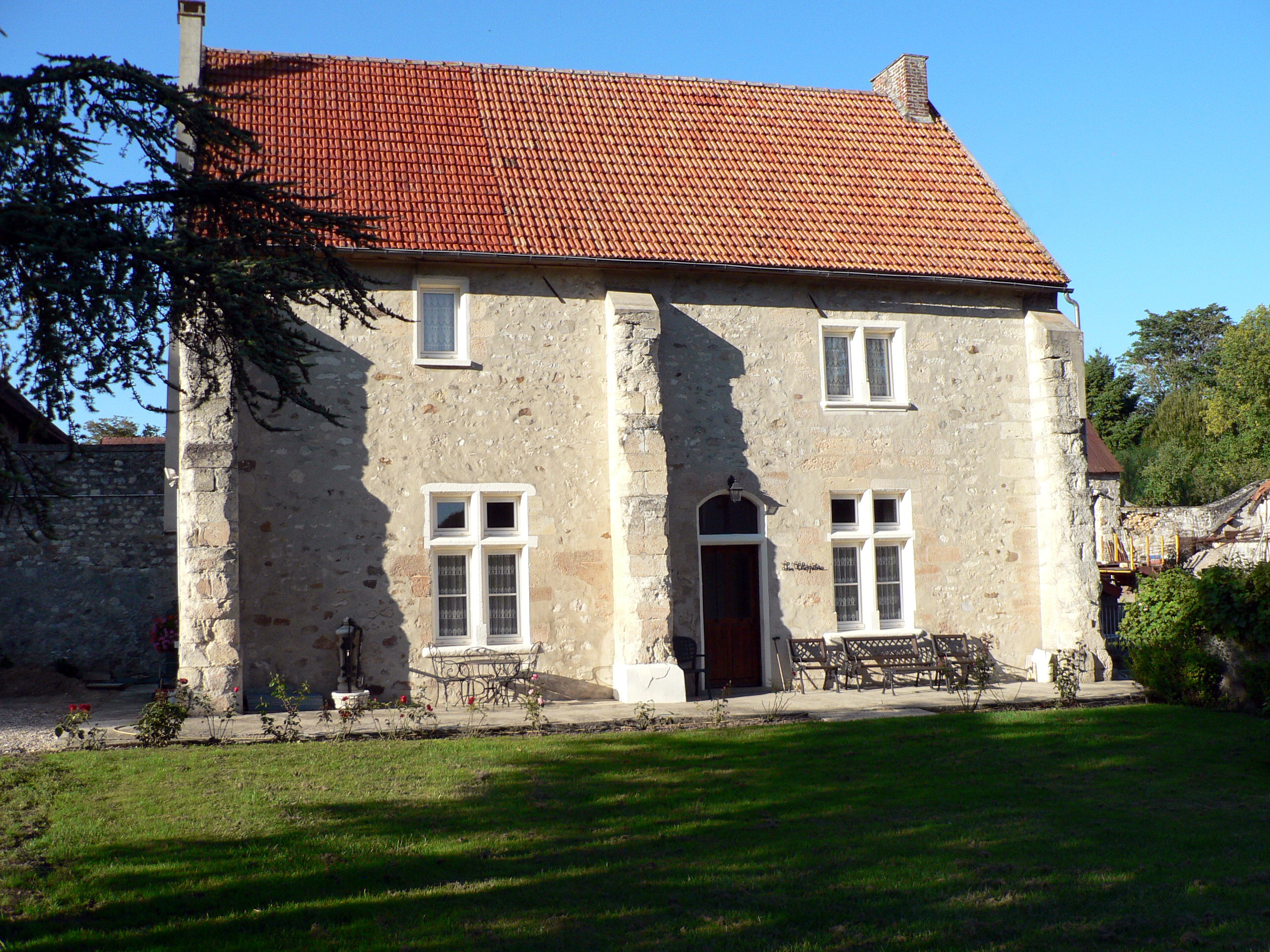
Maison du Chapitre, grange dîmière ? transformée au XVIe siècle.

- Le Vieux Château, résidence des Gibert, seigneurs du lieu, est décrit dans une section précédente. Le bâtiment, probablement du XVIIe siècle ou du début du XVIIIe siècle, est transformé, après son abandon comme résidence, en distillerie en 1887. Elle ne fonctionnera pas longtemps. Après faillite, le château, de nouveau abandonné, sera rasé vers l'an 2000.
- Le Chapitre est une belle maison en pierre, probablement grange aux dïmes du clergé, au Moyen Âge, avec ses contreforts imposants. Elle sera transformée en habitation de maître, au XVIe siècle d'après ses ouvertures à meneaux (mal distribuées) sur sa façade[65],[Note 30].

Le corps principal de la ferme, du même nom ou ferme du bas, est certainement de la même époque que la grange.
- Le Moulin dont l'architecture pourrait permettre de dater les murs du bâtiment actuel du XVIe siècle[Note 31] ? Le plan de la gruerie de Nanteuil montre néanmoins qu'il existait, peut-être sous une forme plus simple, en 1609 ; et son existence est historiquement avérée en 1250.
- Trois cadrans solaires, verticaux et déclinants[Note 32], sont situés respectivement :
  - Au 3, rue du Château, dans la cour intérieure de la ferme du Chapitre. Daté 1772, il est très détérioré.
  - Au 13, Grande rue, à gauche de l'entrée extérieure de la ferme de Scipion. Daté 1821, vétuste, sa devise « SINE SOLE NIHIL EST » est à double sens, « sans soleil, il n'est rien » (le cadran) ou « sans soleil, rien n'existe ».
  - Au 25, Grande rue. Daté 1827, tracé paraît-il par l'instituteur de l'époque, sa devise, de circonstance, « J'ENSEIGNE L'HEURE ».
- La municipalité possède une grande et rare carte murale (environ 2,5 x 1,5 m) du terroir, datant de 1808. Elle orne la salle de la mairie.

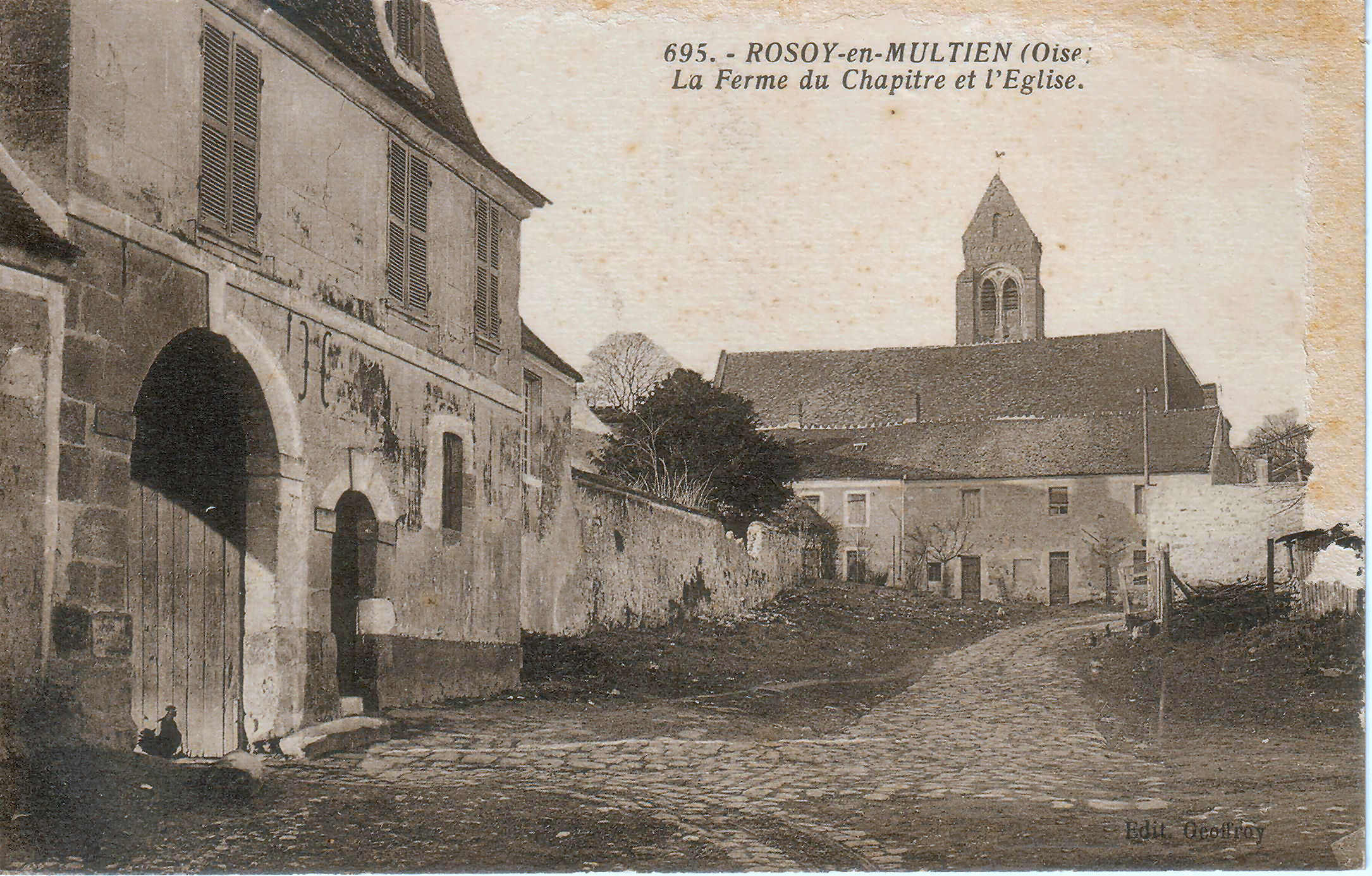
Ferme du Chapitre, entrée.
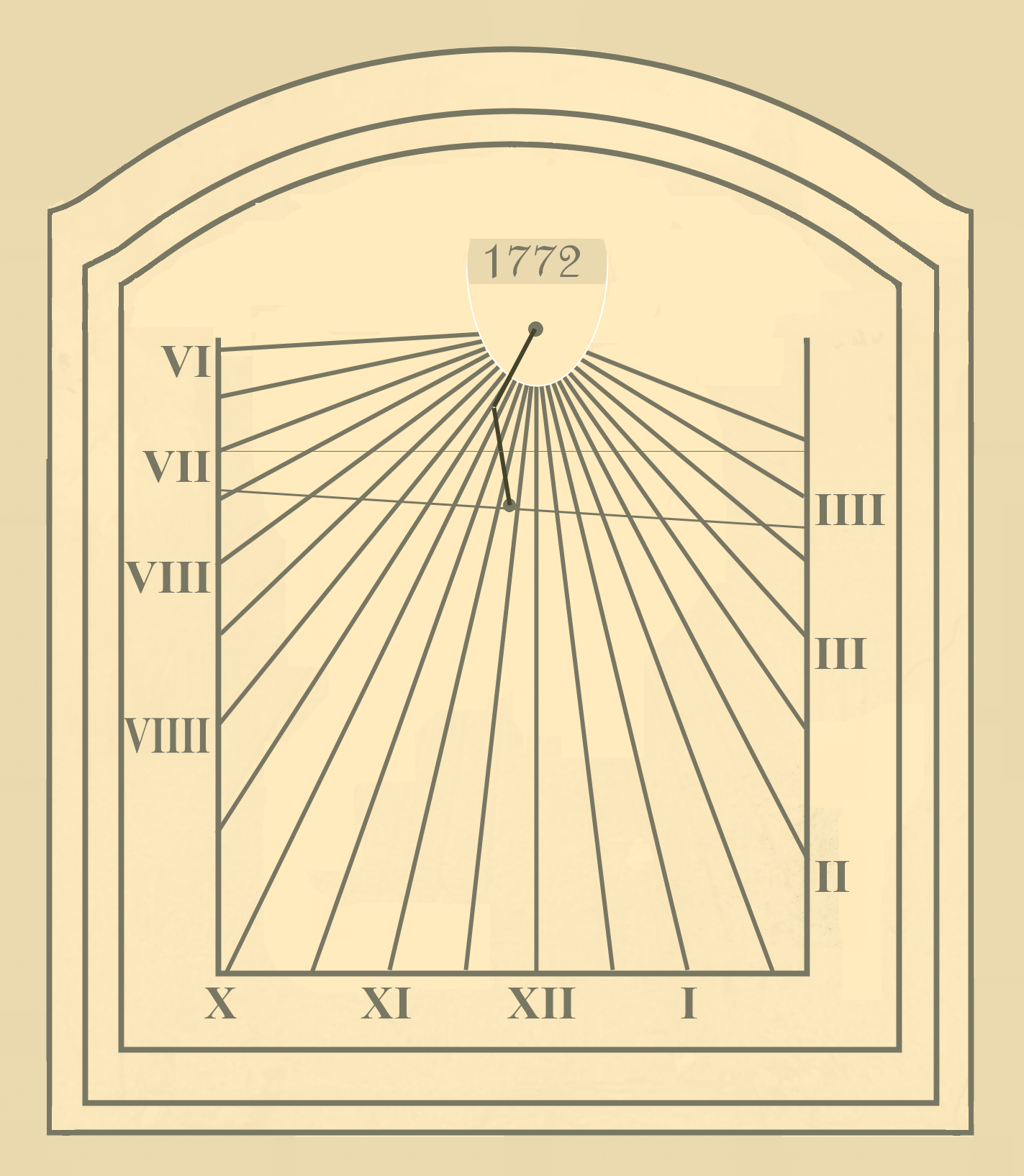
Reconstitution du cadran de la ferme du Chapitre.
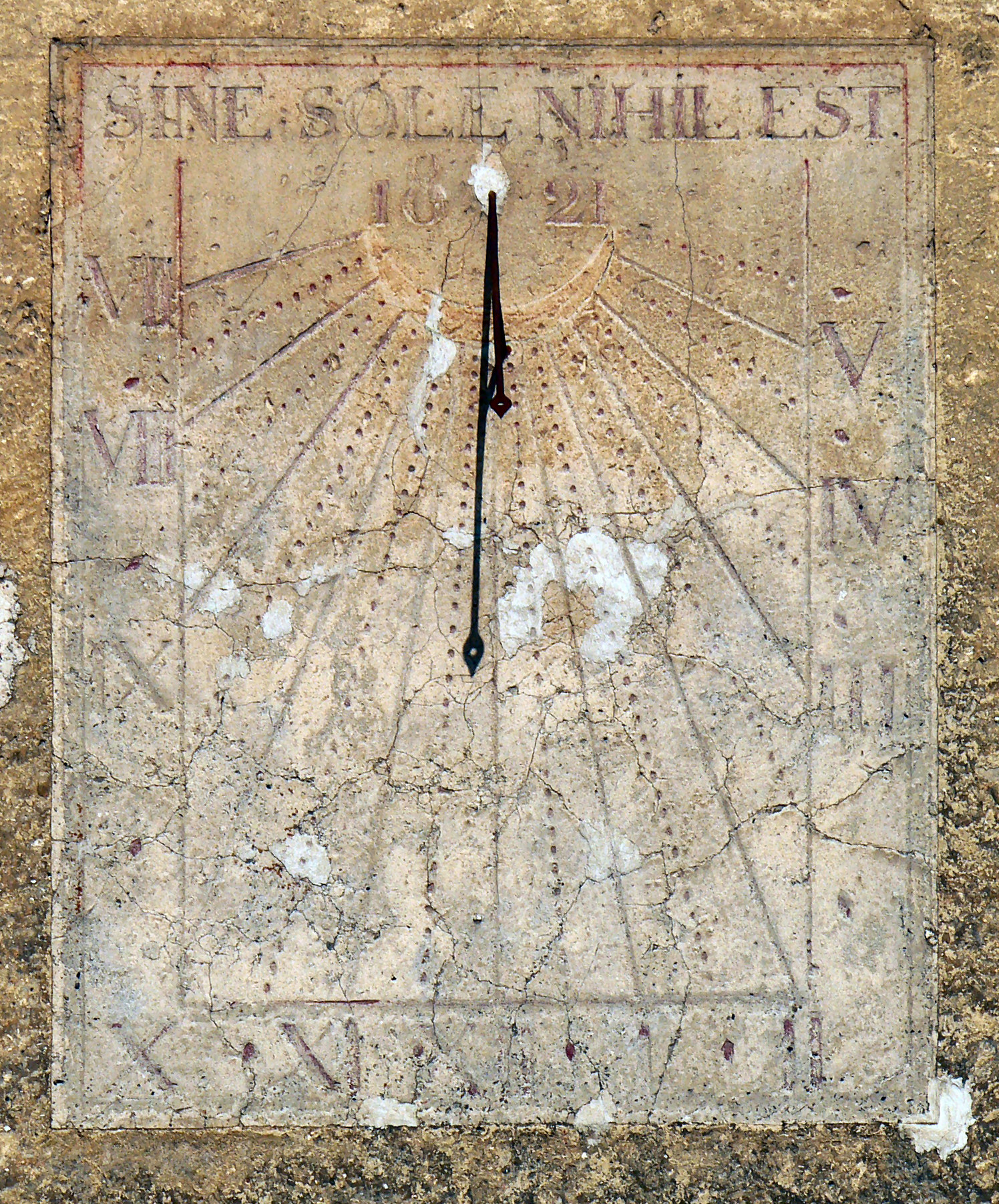
Cadran solaire sur la ferme de Scipion.
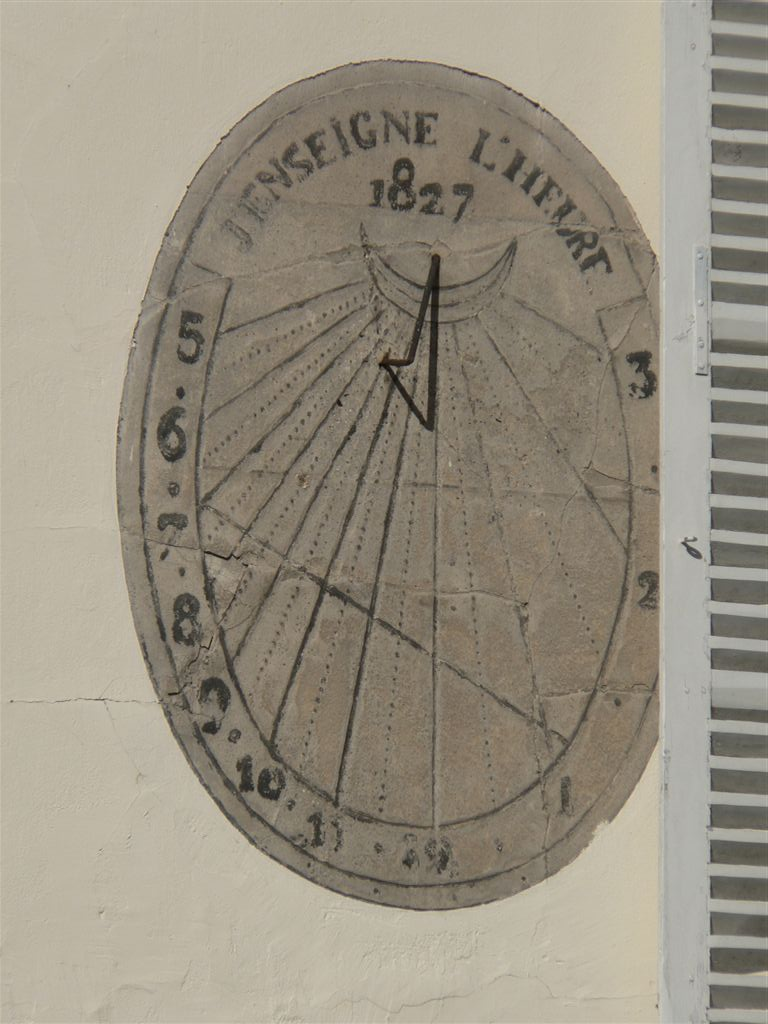
Cadran solaire au 25, Grande Rue.

#### Autres lieux
- La Pierre Sorcière, cachée dans les bois sombres de la route de Vincy, est peut-être un lieu de « culte » celtique. Elle était encore source d'inspiration dans des histoires racontées aux veillées du XIXe siècle.
- L'Orme plaideur, était un bel arbre, sur la route du « pavé de la Cornue ». Traditionnellement, à l'époque de Louis IX, comme dans tout le Bassin parisien, on y rendait la justice à l'ombre de sa majesté. Situé au point culminant du terroir, il a servi de point géodésique aux ingénieurs de Cassini de Thury pour l'établissement local de la carte de France en 1752. Foudroyé, ou mort de sa belle mort en 1986, il attend d'être replanté… pour l'Histoire.

### Personnalités liées à la commune
- Antoine Duprat, chancelier de François Ier et cardinal, est seigneur de Rosoy ; il y possède un hôtel seigneurial[66]. Sa descendance est propriétaire de la seigneurie probablement jusqu'en 1628[67].
- Les Tortoni, propriétaires du célèbre Café Tortoni de Paris fréquenté par le Tout Paris du XIXe siècle. Ils sont grands propriétaires à Rosoy. François Tortoni (° 1800 - † 1876), marié à Adèle Charbonnier de Belloy, sera le maire de la commune de 1830 à 1874[68]. Son portrait non signé est attribué au grand peintre le baron François Gérard, qui était son cousin. Plus près de nous, leur domaine reviendra aux Gervais, leurs descendants par alliance.
- Jack Kahane (° 1887 - † 1939). Habite - avec sa femme : Marcelle, Eugénie Girodias - à Rosoy, vers 1924-1932, au Fond des Forêts (voir plus haut). Éditeur et écrivain de langue anglaise, il a écrit notamment en 1929 The Browsing goat, roman bucolique dont le cadre est un café-auberge du village. Son enseigne La chèvre qui broute (rep. I) a été peinte, à l'origine par madame Girodias pour la propriétaire - Mme Marcelle Geoffroy -  qui portait le même prénom qu'elle[Note 33] !
- Maurice Girodias (° 1919 - † 1990). Fils des précédents. Éditeur et écrivain. Dans son autobiographie (très approximative) Une journée sur la terre - J'arrive, il raconte dans un chapitre sa jeunesse au village[Note 34].

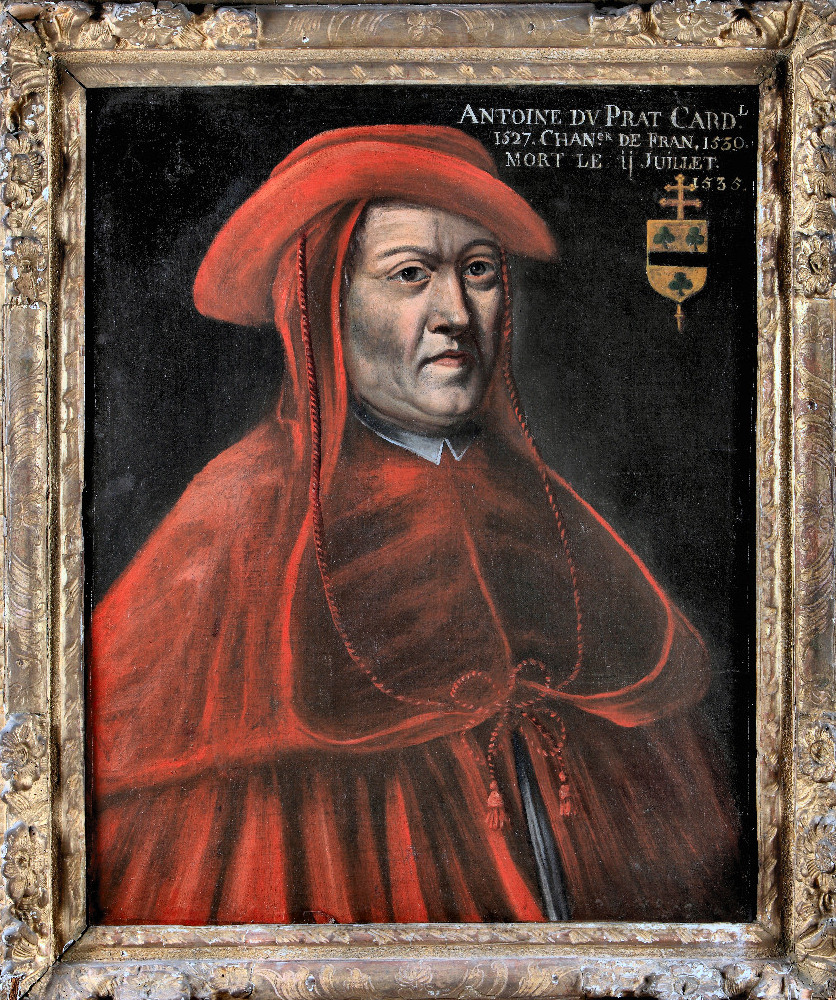
Antoine Duprat.
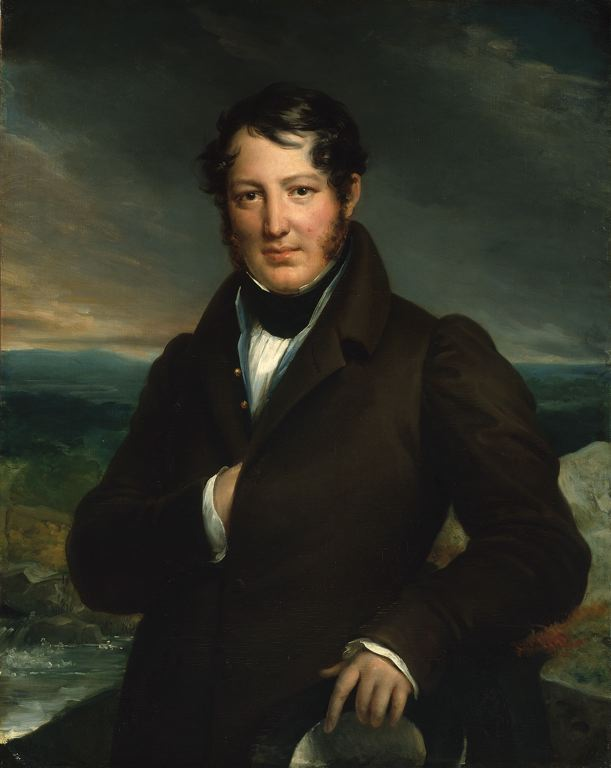
François Tortoni, ca. 1825.
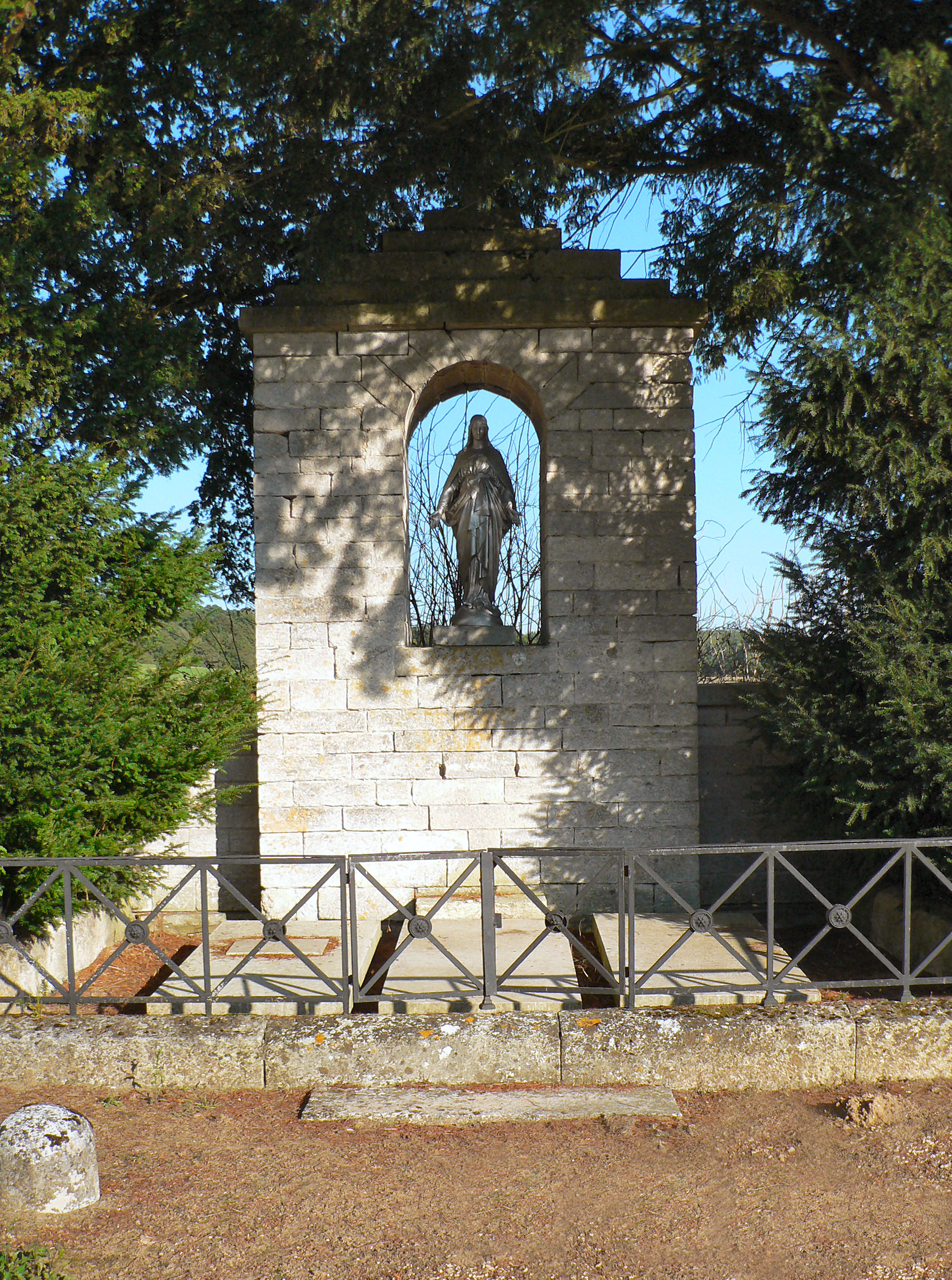
Cimetière : sépultures Tortoni-Gervais.
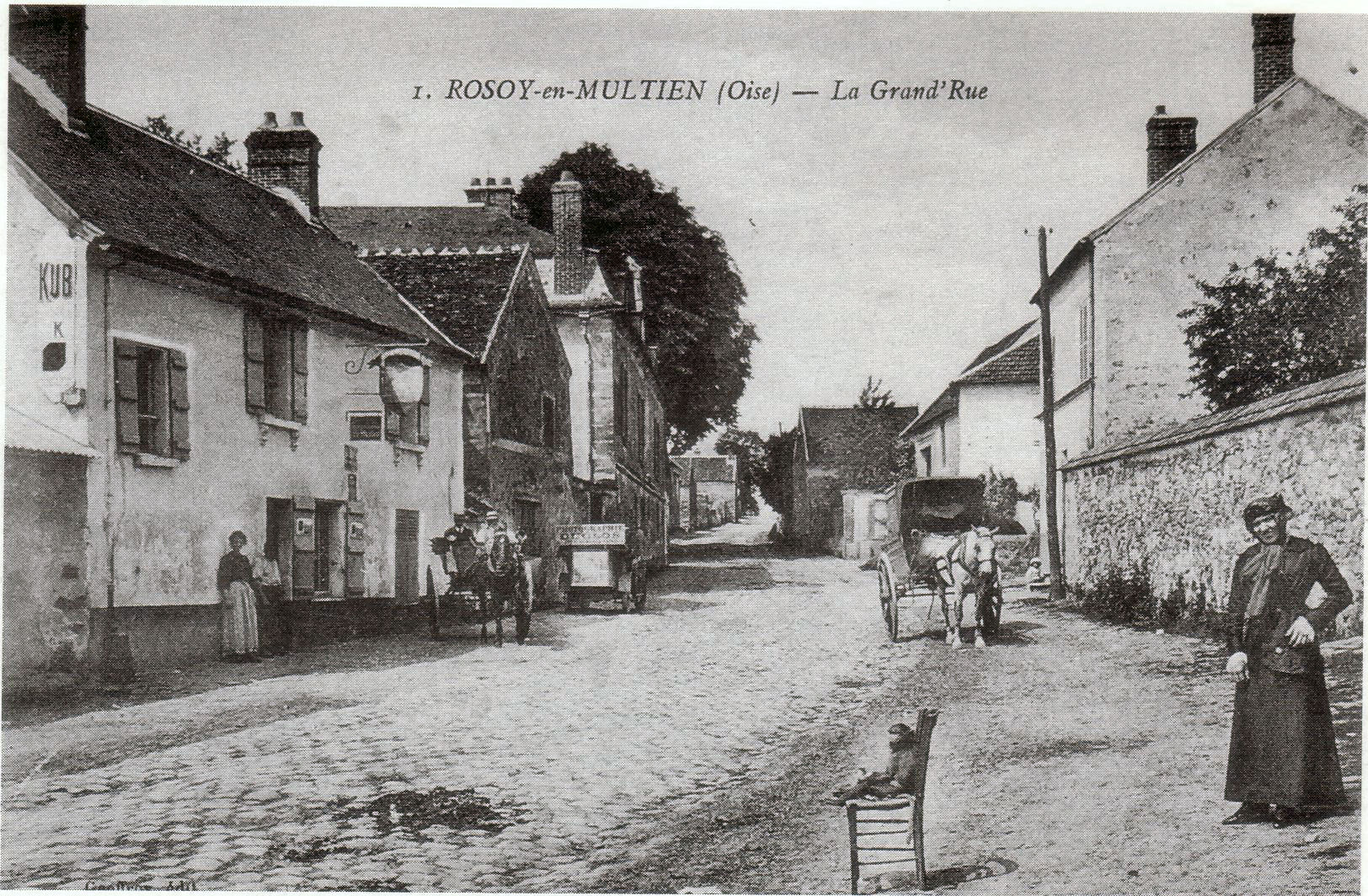
La Chèvre qui broute en 1910.

### Héraldique, logotype et devise
Les armes des Gibert, seigneurs de la paroisse, se retrouvent, dans l'église, sur une plaque commémorative posée sur un pilier de la nef centrale.

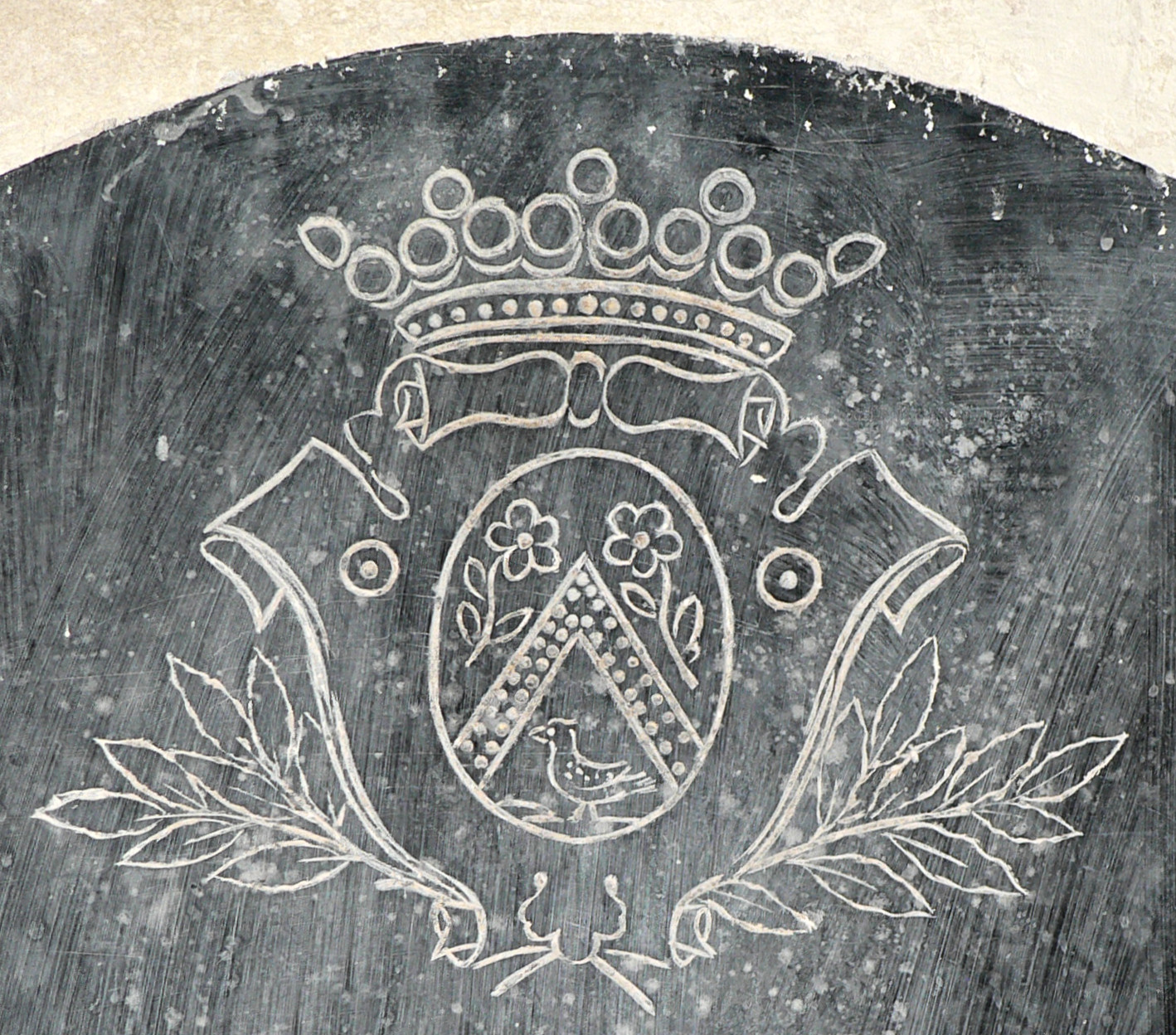
Blason des Gibert, seigneurs de Rosoy.